# フランシス・プーランク
フランシス・ジャン・マルセル・プーランク（プランク、Francis Jean Marcel Poulenc フランス語: [fʁɑ̃sis ʒɑ̃ maʁsɛl pulɛ̃k] 発音例,1899年1月7日 - 1963年1月30日）は、フランスの作曲家、ピアニスト。歌曲、ピアノ曲、室内楽曲、合唱曲、オペラ、バレエ、管弦楽曲に作品を残した。とりわけ、ピアノ組曲『3つの無窮動』（1919年）、バレエ『牝鹿』（1923年）、チェンバロ協奏曲『田園のコンセール』（1928年）、『オルガン協奏曲』（1938年）、オペラ『カルメル会修道女の対話』（1957年）、ソプラノ、合唱と管弦楽のための『グローリア』が知られている。その作風の広さは「修道僧と悪童が同居している」と形容される。
ひとり息子として製造業で成功を収めた父から家業の跡取りとして期待をかけられ、音楽学校へ通うことを許されなかった。音楽は大部分を独学で身につけ、ピアニストのリカルド・ビニェスに師事した。ビニェスはプーランクの両親の死後、彼の指導者となった。また、エリック・サティとも面識を得て、彼の貢献の下で若き作曲家集団『6人組』のひとりとなった。初期の作品を通じて、プーランクはその高き精神と不遜さによって知られるようになる。1930年代には彼の性分により強く真剣みを帯びた側面が現れ、中でもそうした傾向が顕著な1936年以降に作曲された宗教音楽は、肩ひじ張らない作品と互い違いに発表されていった。
作曲家としての業績に加え、プーランクは熟達したピアニストでもあった。特にバリトンのピエール・ベルナック（プーランクが声楽作品を書くにあたり助言も与えた）やソプラノのドゥニーズ・デュヴァルとの共演ではその協力関係に称賛が贈られた。この両名を伴ってヨーロッパとアメリカで演奏旅行を行ったほか、ピアニストとして多数の録音を遺した。彼は蓄音機の重要性をいち早く認識した作曲家であり、1928年以降は幅広く録音を行っていた。
晩年、そして死後数十年にわたり、プーランクはとりわけ母国において軽妙洒脱な作曲家との名声を獲得する一方、その宗教音楽はしばしば見逃されてきた。21世紀に入って真剣さのある作品にもこれまで以上の注目が集まっており、世界中で『カルメル会修道女の対話』や『人間の声』の新たな演出が試みられ、演奏会や録音に歌曲、合唱曲が多数取り上げられている。

## 生涯

### 若年期
プーランクはパリ8区で、父エミール・プーランクとその妻ジェニー（旧姓ロワエル）の間に末っ子、そして唯一の男児として誕生した。エミールはプーランク・フレール（プーランク兄弟）社、成功を収めた製薬会社で後のローヌ・プーラン社の共同代表であった。エミールはアヴェロン県エスパリオンの敬虔なローマカトリックの一家の出であった。妻のジェニーは幅広い芸術に関心を寄せるパリ市民の家の生まれである。プーランクは、この家庭環境によって彼自身の2つの特質が育まれたと考えていた。父方から受け継いだ深い信仰心と、母方からの国際的、芸術的な側面である。評論家のクロード・ロスタンは後年、プーランクを「修道士半分、腕白小僧半分」と評している。

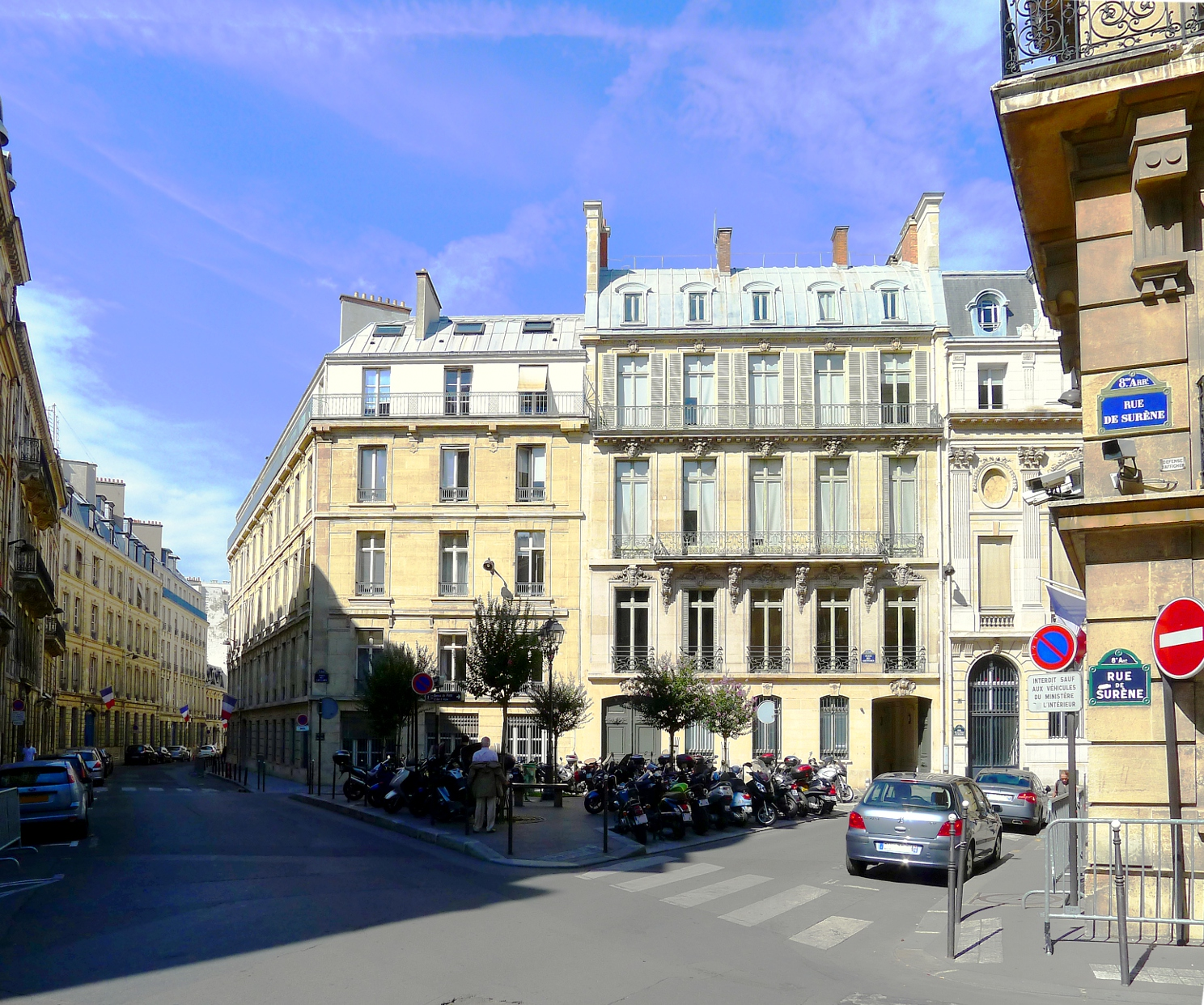
プーランクが生まれたソサエ広場。

プーランクは音楽豊かな家庭に育った。母はピアノの確かな腕前を持ち、クラシック音楽からあまり高尚でない音楽まで幅広いレパートリーを有していた。これにより、プーランクは自身が言うところの「愛すべき劣等音楽」に対する、生涯にわたる趣味を得ることになった。ピアノのレッスンは5歳から開始しており、8歳になって初めて耳にしたドビュッシーの音楽が持つ独自の音色に魅せられた。彼の成長に影響を与えた楽曲にはシューベルトとストラヴィンスキーのものがある。前者の『冬の旅』と後者の『春の祭典』は彼の中に深い印象を残した。父の言いつけによりプーランクは一般的な学校教育課程を歩み、音楽学校ではなくパリのリセ・コンドルセで学ぶことになった。
1916年、女友達レイモンド・リノシエ（1897年-1930年）に導かれてアドリエンヌ・モニエが経営するオデオン通り7番地の書店「本の友の家（La Maison des Amis des Livres）」に出入りするようになり、アンドレ・ブルトン、ギヨーム・アポリネール、マックス・ジャコブ、ポール・エリュアール、ルイ・アラゴンといった「アヴァンギャルド」の詩人たちに出会う。彼らの詩がプーランクの音楽の抒情的表現への鍵となり、後年、彼は彼らの詩の多くに作曲を行うことになる。同年、ピアニストのリカルド・ビニェスに弟子入りする。伝記作家のアンリ・エルが述べるところでは、ビニェスは弟子のプーランクのピアノの技量、並びに彼の鍵盤楽器作品の様式に深い影響を与えたという。プーランクは後にビニェスについて次のように述べている。

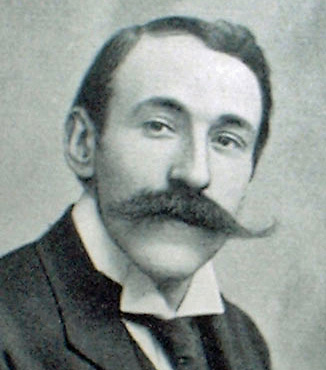
ピアニストのリカルド・ビニェス。プーランクは1914年からビニェスに師事した。

彼は大変に愉快な男だった。奇怪なヒダルゴ（スペイン紳士のこと）だった彼は、立派な奇怪なひげを蓄え、平らなつばを持つ純然たるスペイン風ソンブレロを被り、私がペダリングを十分に変えなかった時には履いていたボタンブーツで私のむこうずねを小突いた（中略）私は彼を熱狂的に賛美した。というのも、当時、1914年時点では、我がドビュッシーとラヴェルを演奏した唯一のヴィルトゥオーソだったからだ。そうしてビニェスと出会ったことは私の生涯で最も重要なことだった: 何もかもが彼のおかげである（中略）事実、私の音楽での駆け出しの努力と私がピアノについて知ること全ては、ビニェスのおかげで得られたものなのだ。
プーランクが17歳の時に母が他界、2年後に父も後を追った。これによりビニェスは教師を超えた存在となる。『ニューグローヴ世界音楽大事典』のミリアム・シメヌ（Myriam Chimènes）の言によると、ビニェスは若きプーランクにとって「精神的指導者」であったという。ビニェスは弟子に作曲をするよう激励し、後にプーランク初期の3つのピアノ作品の初演も手掛けたのである。さらに、彼を通じて面識を得た2人の作曲家、ジョルジュ・オーリックとエリック・サティの助けにより、プーランクは初期の成長を遂げていくことになる。
プーランクと同い年であったオーリックは音楽面でプーランクよりも早熟だった。両名が出会った時点で既に、オーリックの音楽はパリの重要な演奏会場で演奏されていたのである。この2人の若い作曲家は音楽的な外形と情熱を共有しており、オーリックはプーランクの生涯を通じた最も信頼できる友人であり導き手となった。プーランクは彼を「わが精神の真の兄弟」と呼んだ。変わり者であったサティはフランスの楽壇の主流派からは孤立していたが、オーリック、ルイ・デュレ、アルテュール・オネゲルらの台頭しつつある若い作曲家たちに指導を施していた。いったんはブルジョワの素人と見てプーランクを追い払ったが、考え直して「新しい若者のためのグループ（Les Nouveaux Jeunes）」と呼んでいた自分が世話する者たちのサークルに迎え入れた。プーランクはサティから受けた影響について「精神と音楽の両面において直接的かつ広範」なものだったと記述している。ピアニストのアルフレッド・コルトーはプーランクの『3つの無窮動』が「サティの皮肉めいた外見を投影し、現代の神経質な知的サークルの水準に適合させたもの」だと評している。

### 初期作品群と「6人組」

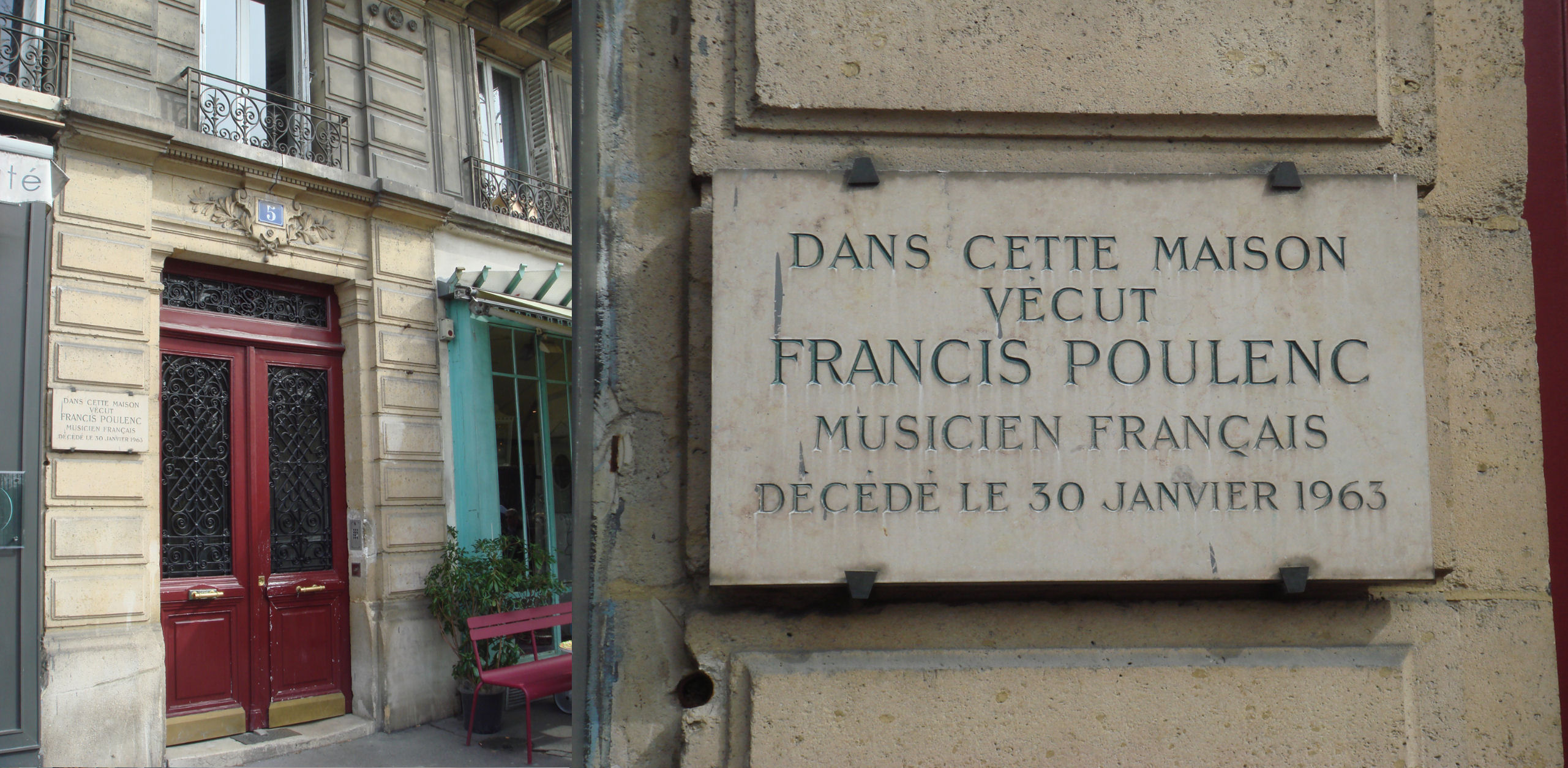
プーランクの住んでいたパリ6区メディシス通り5番地の家に掲げられた銘板。

プーランクは1917年12月に『黒人の狂詩曲』で作曲家としてのデビューを飾った。これは全5楽章からなるバリトンと小編制のアンサンブルのための10分ほどの楽曲である。この作品はサティに献呈され、メゾソプラノのジャーヌ・バトリが手がけていた新作によるコンサート・シリーズの中で初演された。当時のパリではアフリカの芸術が流行しており、プーランクはリベリアのものであるということになっていた韻文が出版されているのを喜んでいたが、パリでそぞろ歩きを好む人々のスラングで溢れていた。ある詩は曲中の2つの部分に使用されている。初演に抜擢されたバリトンは怖気づいてしまい、歌手ではない作曲者自身が飛び入りで参加した。こうした「jeu d'esprit（機転による演奏）」はこの後も数多く行われることになり、英語話者の評論家は「leg-Poulenc」と呼ぶようになった。ラヴェルはこの作品を面白がり、プーランクの自ら民話を生み出す能力に言及している。強く感銘を受けたストラヴィンスキーは自らの影響力を行使してプーランクとある出版社の契約を確保してやり、プーランクはこの親切を生涯忘れることはなかった。一方、1917年9月26日にはパリ音楽院の教授でオペラ・コミック座の指揮者としても活躍していたポール・ヴィダルのもとを訪れ、作品の提示を求められたため『黒人の狂詩曲』を見せたが、徹底的に罵倒されたという。

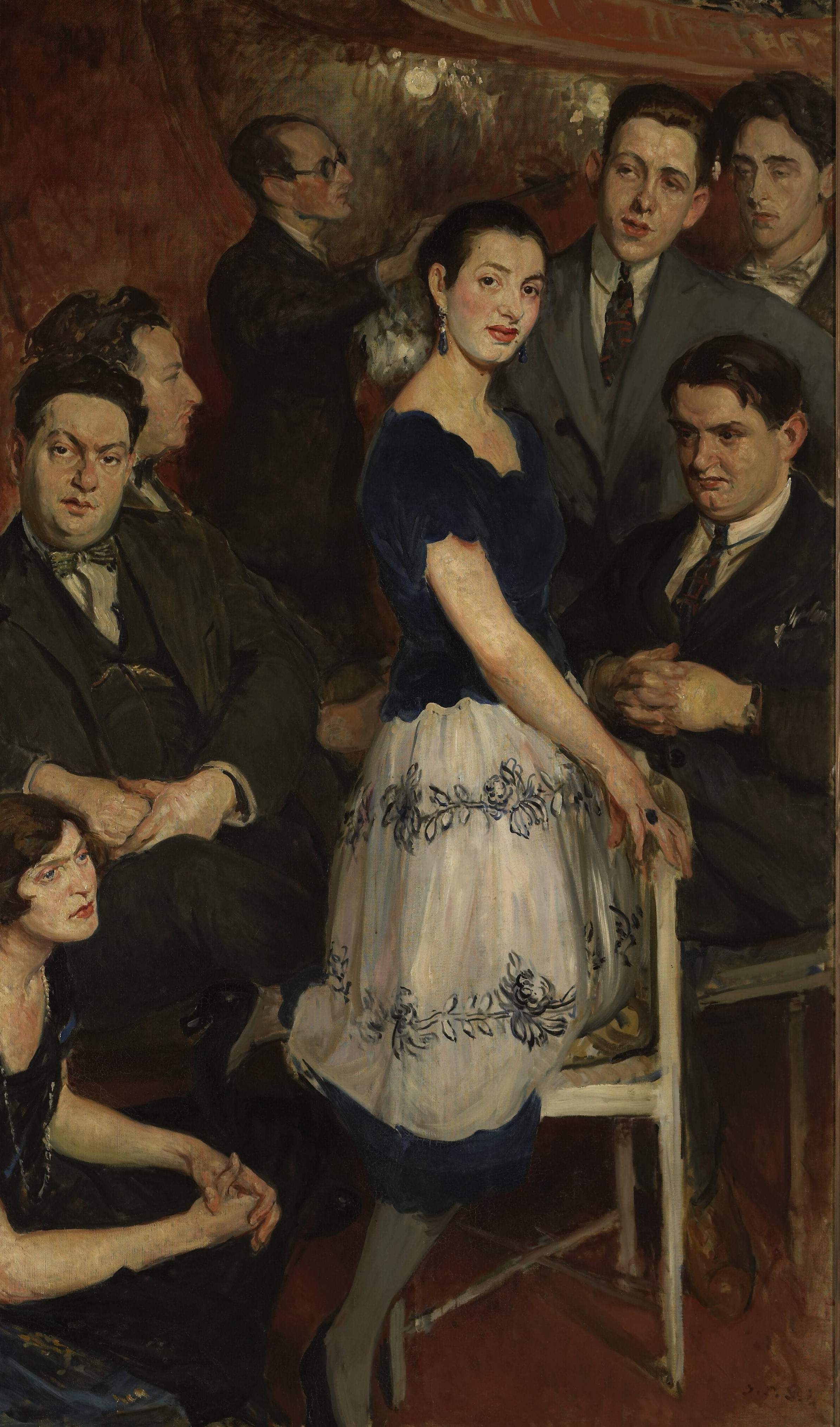
『6人組の面々』（Le Groupe des Six）、ジャック＝エミール・ブランシュ画、1922年。中央はピアニストのマルセル・メイエ。左側は下からタイユフェール、ミヨー、オネゲル、ピアニストのジャン・ヴィエネル。右側で立っているのがプーランクとコクトー、着席しているのがオーリック。デュレは描かれていない。

1917年にラヴェルと知り合い、音楽について真剣な議論を交わすほどの関係になった。自分が高く称賛する作曲家よりもなんとも思わない作曲家を評価するというラヴェルの判断を聞き、プーランクは落胆することになる。彼はこの不幸な出会いをサティに打ち明けた。サティは見下げるかのようなラヴェルの通り名で応じている。曰く、ラヴェルは「多量のがらくた」を語ったのだという。長年にわたり、プーランクはラヴェルの音楽についてどっちつかずの態度を取ったが、人間としては敬意を払ってきた。ラヴェルが自作の音楽について謙虚な態度を取っていることが特にプーランクには魅力的に映り、彼は生涯を通じてラヴェルの示した模範を追求したのである。
実業家であった父の反対によりパリ音楽院には進学せず、第一次世界大戦末期から直後の戦後期にあたる1918年1月から1921年1月まで、プーランクは徴兵されフランス陸軍に従軍していた。1918年7月から10月の西部戦線への派兵を経て、以降は補助的な任務を歴任し、最後は空軍のタイピストとして兵役を終えた。任務中にも作曲のための時間を取ることが可能だったため、ピアノのための『3つの無窮動』や『4手のためのピアノソナタ』がサン＝マルタン＝シュル＝ル＝プレの地元の小学校のピアノを用いて書かれた。またアポリネールの詩のよる初となる歌曲集『動物詩集、またはオルフェのお供たち』が完成している。ソナタは世間に大した印象を残すことはなかったが、歌曲集で彼の名がフランスで知られるようになり、『3つの無窮動』はたちまち国境を超える成功を収めた。戦時中に音楽制作の急場を経たことで、プーランクは使用可能ないかなる楽器に対しても作曲を進めるということについて、多くを学んだのであった。そしてその後、彼の一部の作品は一般的でない演奏者の組み合わせを想定したものとなっていく。
キャリアのこの段階に至り、プーランクは自身が通り一遍の音楽教育を受けていないことを意識するようになった。評論家で伝記作家のジェレミー・サムズは、世の中の潮流がロマン派の豊潤さに背を向け、技術的には洗練されていないにもかかわらず、「新鮮で無頓着な魅力」に賛意を示してくれたのは、彼にとって幸運なことだったと記している。モンパルナス地区に所在するサル・ホイヘンスでプーランク初期の4作品が初演されることになるが、ここでは1917年から1920年にかけてチェリストのフェリクス・ドラグランジュが若い作曲家たちの音楽による演奏会を催していた。そうした作曲家にはオーリック、デュレ、オネゲル、ダリウス・ミヨー、ジェルメーヌ・タイユフェールがおり、彼らにプーランクを加えて一緒に「6人組」として知られるようになる。評論家のアンリ・コレは彼らのあるコンサートが終わった後で『ロシア5人組、フランス6人組、そしてエリック・サティ』と題した論文を『コメディア』誌上に発表している。ミヨーによると
コレは全くもって恣意的なやり方で、オーリック、デュレ、オネゲル、プーランク、タイユフェール、そして私の6人の作曲家の名前を選んだ。それは単に我々が互いに知り合いかつ友人であり、同じプログラムに掲載されていたという理由に過ぎず、我々の考え方や気質が異なることは微塵も考慮されていない。オーリックとプーランクはコクトーの思想を追っており、オネゲルはドイツ・ロマン派の申し子、私が傾倒しているのは地中海の抒情的芸術なのだ（中略）コレの論文が与えた広い影響は6人組を誕生せしめてしまうことになった。

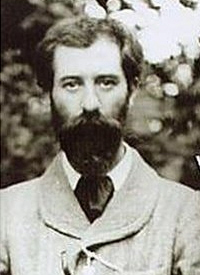
シャルル・ケクラン。プーランクはケクランの下で作曲を学んだ。

コクトーは年代こそ「6人組」と近かったものの、この一団にとっては父親的な存在であった。彼の文芸スタイルはエルの表現によれば「逆説的かつ精巧」で、反ロマン主義、簡潔にして不遜なものだった。これがプーランクには非常に魅力的にうつり、彼がコクトーの言葉に曲を付けたのは1919年が最初で1961年が最後となる。「6人組」のメンバーが共同制作を行う際には、各人は各々の担当部分を仕上げて、それらを繋げて作品とする形式を取った。彼らによる1920年のピアノ組曲『6人組のアルバム』は6つの独立した無関係な楽曲で構成されている。また1921年のバレエ『エッフェル塔の花嫁花婿』にはミヨーが3曲、オーリック、プーランク、タイユフェールが2曲ずつ、オネゲルが1曲を提供した。既に6人組から距離を置いていたデュレは曲を書いてない。
1920年代になってもプーランクは正式に音楽を学んでないことを気に病み続けていた。サティは音楽学校というものに懐疑的だったが、ラヴェルは作曲の講義を受けてみてはどうかと助言した。ミヨーからは作曲家で教育者のシャルル・ケクランを勧められた。プーランクは1921年から1925年にかけて断続的に彼の下で学ぶことになる。

### 1920年代:高まる名声
1920年代初頭から、プーランクは国外、特にイギリスにおいて演奏家及び作曲家として高く評価されるようになった。アーネスト・ニューマンは1921年に『マンチェスター・ガーディアン』紙に次のように書いている。「私はまだ20代になったばかりの若者、フランシス・プーランクに注目している。彼は第1級の道化人へと成長するはずである。」プーランクの連作歌曲『リボンの結び目』はコルネット、トロンボーン、ヴァイオリン、打楽器という普通でない組み合わせの楽器群が伴奏となっており、そこでニューマンはそれまでほとんど聞いたことのないような楽しいおふざけを聞いたのだと語っている。1922年にミヨーと共にウィーンへ赴いたプーランクは、アルバン・ベルク、アントン・ヴェーベルン、アルノルト・シェーンベルクと出会っている。フランスから来た2人はいずれも、これらオーストリアの同業者による革命的な十二音技法からは影響を受けなかったが、それを牽引する提案者としてこの3人を賞賛した。翌年、プーランクはセルゲイ・ディアギレフから完全長のバレエ音楽の委嘱を受けた。プーランクは題材をフランスの古典である『雅なる宴』を現代に移し替えたものにしようと心を決めた。この作品『牝鹿』は最初は1924年1月にモンテカルロで、その後5月にパリでアンドレ・メサジェの指揮により上演され、たちまち成功を収めた。同作品はプーランク有数の知名度を誇る作品であり続けている。バレエの成功に続いてプーランクを有名にしたのは、思いがけずサティと疎遠になった理由であった。プーランクが新たに交友を持った人物の中に作家のルイ・ラロワがいたが、サティは彼を執念深く敵視していたのである。やはりディアギレフと組んだバレエ『うるさがた』で同じように成功を手にしたばかりであったオーリックも、ラロワと交際したためサティから拒絶されてしまっていた。

1923年以来友人であり仕事仲間でもあったワンダ・ランドフスカ。

10年の時が経ち、プーランクは歌曲から室内楽曲、新たなバレエ、そして協奏曲『オーバード』と多種多様な作品を生み出していた。エルはケクランの影響によりプーランクの自然で簡素な様式が時おり抑制されており、またプーランクが本当の色彩により自分を表現するにあたってオーリックが有用な助言を提供したと唱えている。これら2人の友人の音楽で1926年に開かれたコンサートにおいて、プーランクの歌曲を初めてバリトンのピエール・ベルナックが歌うことになった。エルの言によれば、「プーランクは間もなくその名前とは分かち難くなった」のであった。プーランクと近しい関係となったもうひとりの演奏家がクラヴサン奏者のワンダ・ランドフスカである。彼はファリャの『ペドロ親方の人形芝居』（1923年）でランドフスカが独奏をするのを聞いていた。同作品はこの当時の作品にクラヴサンを用いた先駆け的楽曲であり、彼はたちまちその音色に魅了された。ランドフスカの依頼によりプーランクは『田園のコンセール』を作曲、1929年にランドフスカの独奏、ピエール・モントゥー指揮パリ交響楽団によって初演された。
伝記作家のリチャード・D・E・バートンが述べたところでは、プーランクは1920年代終盤には羨まれるような立場に居たように思われるという。プロとして成功を収め、独立して裕福で、父からは相当な額の遺産を受け継いでいたのである。パリから南西へ230キロメートルに位置するアンドル＝エ＝ロワール県、ノワゼに、ル・グラン・コトーと呼ばれる大きな邸宅を購入したプーランクは、安らかな環境で作曲するためにこの地へ逃れてきていた。しかし、彼は主として同性愛であった自らの性的嗜好と折り合いをつけることにもがき、悩まされていた。初めてとなる真剣な恋愛関係を持ったのは画家のリシャール・シャンレールであった。彼はシャンレールに『田園のコンセール』の写譜を送り、そこへ次のように記した。「貴方によって私の人生は変わりました、貴方は幾年もの私の渇きの陽光であり、生きて働く理由なのです。」にもかかわらず、プーランクはこの恋愛の継続中に友人のレイモンド・リノシエに求婚していた。彼女はプーランクの同性愛傾向をよく知っていただけでなく、他に心惹かれる人物がいたためプロポーズを断ったのだが、これによって両者の関係はぎこちないものとなってしまった。プーランクには幾度も抑鬱期が訪れることになるが、その最初のものが降りかかって作曲する能力にも影響が出ていた。さらに1930年1月にリノシエが32歳で急逝、彼は打ちのめされた。リノシエの死にあたってこう記している。「私の青年時代の全てが彼女と別れようとしている、人生のあの頃の何もかもが彼女だけのものだった。すすり泣いている（略）今、20歳の私がいる。」シャンレールとの恋愛関係は1931年には先細りとなっていくが、2人は生涯友人であり続けた。

### 1930年代：新たな真剣さ
1930年代のはじめに、それまで2年間歌曲を書いていなかったプーランクは再び歌を書くようになった。フランソワ・ド・マレルブの詩に基づいて書かれた『墓碑銘』はリノシエの想い出に作曲されており、ピアニストのグレアム・ジョンソンはこの作品を「あらゆる意味において深遠な歌曲」であると評している。翌年にはアポリネールやマックス・ジャコブらの詩によって3つの歌曲集を書いており、中には真剣味のある音色の曲もあるかと思えば、かつての名残のように気楽さを見せる楽曲もある。これは1930年代初頭の他の作品にも通ずるところである。1932年には他の作曲家らとともに作品が初めてテレビ放映されることになり、BBCの放送でレジナルド・ケルとギルバート・ヴィンターが『クラリネットとファゴットのためのソナタ』を演奏した。この頃からお抱え運転手のレイモン・デトゥーシュの関係が始まっている。以前のシャンレールの場合と同様に、情熱的であった恋愛関係は深く永続的な友人関係へと変化していった。デトゥーシュは1950年代に結婚しているが、プーランクとは生涯にわたり親しい間柄であった。

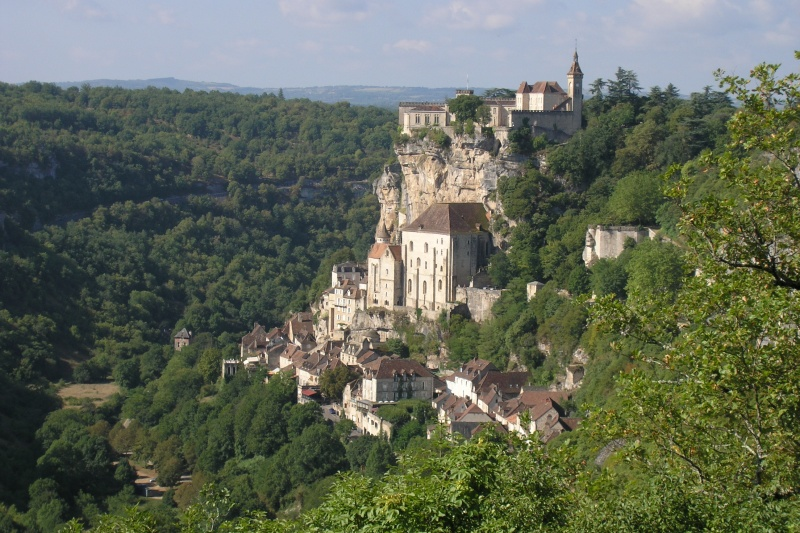
プーランクに宗教作品の霊感を与えたロカマドゥール。

1936年に起こった出来事により宗教的信仰心が再び呼び覚まされたプーランクの音楽は、新たな厳粛さの深みへと進んでいく。1936年8月17日に同僚でライバルでもあった作曲家のピエール＝オクターヴ・フェルーが自動車事故で死去との報が入る。首が切断されたという痛ましい死の報せに衝撃を受け、彼はしばらく無頓着になっていた信仰心を取り戻した。プーランクはその直後の休暇中にロカマドゥールの聖所を訪ねた。彼は後にこう説明している。
数日前に仕事仲間の悲劇的な死の報を受けたばかりだった（中略）私たち人間を形作るものの脆さに思いを巡らすほどに、今一度私は精神的な人生へと引き込まれていったのだ。ロカマドゥールには幼少期の信仰を私に取り戻させる効果があった。この聖所がフランス最古であることは疑いなく（中略）私を魅了する全てを兼ね備えていた。（中略）このロカマドゥール訪問当夜、私は女声とオルガンのための『黒い聖母像への連禱』に取り掛かった。当作品においては、その気高き教会で私に強い感銘を与えた「農夫の献身」の空気を伝えんとしてある。
ロカマドゥール礼拝堂の黒衣の聖母から受けた心への一撃によって作曲された『黒い聖母像への連禱』は以後晩年までプーランクが書き続けた一連の曲の宗教的合唱の先駆け的な存在となった。続く作品群も新たに見出された厳粛さを引き継いでおり、エリュアールの超現実的、人文主義的な詩に作曲した多くの歌曲などがそれにあたる。1937年には初となる大規模な礼拝用作品である無伴奏ソプラノと混声合唱のための『ミサ曲 ト長調』を作曲した。この作品は彼の全宗教作品の中で最も頻繁に演奏されている。新作の全てがこうした深刻な方向性であったわけではない。イヴォンヌ・プランタンを主役に据えた劇付随音楽『マルゴ王妃』では16世紀の舞踏音楽の模倣を行っており、『フランス組曲』の名前で人気を博した。依然として音楽評論家は概して軽妙な作品によってプーランクを特徴づけており、1950年代に入るまで彼の厳粛な側面は広く認知されるに至らなかった。
プーランクは1936年に頻繁にベルナックとのリサイタルを開くようになった。2人はパリのエコール・ノルマルで『ポール・エリュアールの5つの詩』を初演した。以降ベルナックが表舞台を退く1959年までの20年以上にわたり、彼らはパリ及び国外でともに演奏活動を継続することになる。プーランクはこの同志のために90以上の歌曲を書いており、彼との出会いを自身の専門家としてのキャリアを通じた「3つの大きな出会い」のひとつに数えている。他の2人はエリュアールとランドフスカである。ジョンソンの言葉を借りると「25歳のベルナックはプーランクの相談役であり良心であったがゆえ」、プーランクは彼に歌曲のみならず、オペラや合唱音楽の作曲においても助言を求めて彼に頼ったのであった。
1930年代を通じてプーランクはイギリスの聴衆から人気を得ていた。ロンドンのBBCとは実り多き関係を築き上げ、彼の作品の多くが放送された。1938年にはベルナックを伴って初のイギリスツアーを行っている。アメリカ合衆国でも同様に人気を博しており、多くの人がその音楽を「フランスの機知、優雅さ、高潔な精神の神髄」であると考えていた。1930年代の終盤にも、プーランクの作品は深刻さと軽快さの間を揺れ動いていた。『悔悟節のための4つのモテット』（1938年-1939年）と歌曲『矢車菊』（1939年）は死への悲痛な瞑想であるが、歌曲集『偽りの婚約』は『牝鹿』の精神を取り戻したような作品だ、というのがエルの見解である。

### 1940年代：大戦と戦後
プーランクは第二次世界大戦中もしばしの期間を従軍して過ごしている。1940年6月2日に召集を受け、ボルドーの防空部隊に所属した。ドイツへの降伏後の1940年7月18日にプーランクは動員を解かれることになった。同年の夏は家族や友人たちと、フランス中南部のブリーヴ＝ラ＝ガイヤルドで過ごしている。大戦勃発初期には新作にはあまり手を付けず、『牝鹿』のオーケストレーションの手直しや、1932年に書かれたピアノと木管楽器のための六重奏曲の改訂に取り組んでいた。ブリーヴ＝ラ＝ガイヤルドでは新しく3つの楽曲を書きはじめ、10月にノワゼの自宅に戻ると4作目に着手した。これらはピアノと語り手のための『小象ババールの物語』、『チェロソナタ』、バレエ『典型的動物』、そして歌曲集『平凡な話』である。

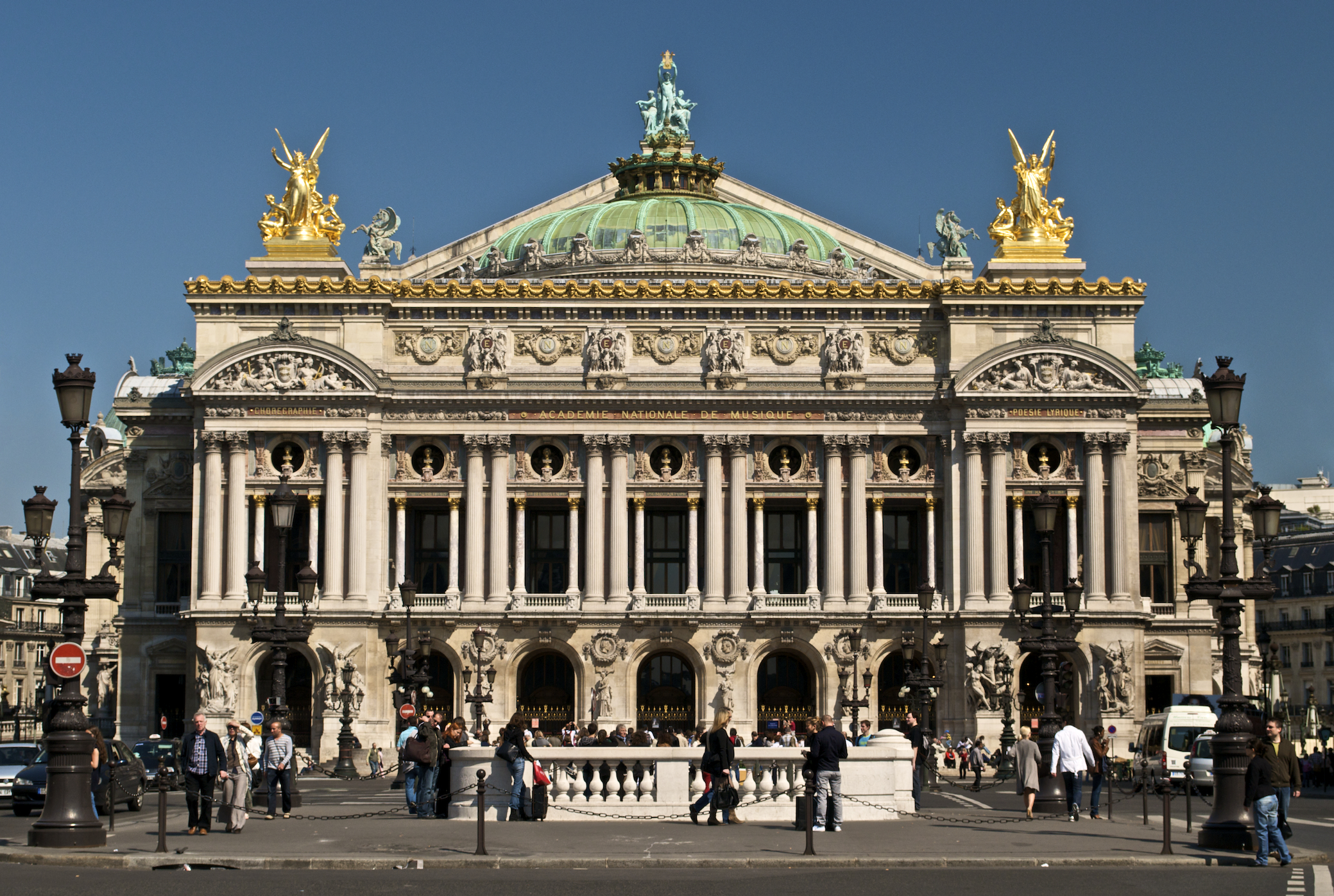
パリのオペラ座。『典型的動物』は1942年にここで初演された。

戦争中の大半をパリで過ごしたプーランクはベルナックと共にリサイタルを開き、フランス語の歌ばかりを取り上げた。公知の同性愛者であったプーランクはナチスの規則に照らすと危険な立場に置かれていたにもかかわらず（デトゥーシュは辛うじて逮捕、国外追放を免れていた）、彼は音楽の中でドイツをものともしない数多くの振る舞いをした。アラゴンやエリュアールといったフランスのレジスタンス運動で有名な詩人たちの詩に作曲した。また、1942年にパリのオペラ座で初演された『典型的動物』には、反ドイツの歌である「Vous n'aurez pas l'Alsace et la Lorraine」などを盛り込んで複数回繰り返させた。彼が創立メンバーに名を連ねた国民戦線は、ミヨーやパウル・ヒンデミットなどの演奏禁止された音楽家との関係性によりナチスから疑いの目を向けられていた。1943年には8編のエリュアールの詞を基に、ベルギーに向けた2群の無伴奏合唱のためのカンタータ『人間の顔』を作曲する。終曲「自由」で終わるこの作品はドイツ支配下のフランスでは演奏することが出来なかった。初演は1945年にロンドンのBBCスタジオで行われて放送され、パリでの演奏ようやく1947年になってから行われた。『タイムズ』紙の音楽評論家は、後にこの作品が「当代屈指の合唱曲であり、それ自体が無視に甘んじたことでプーランクが追いやられてきた『二流』（petit maître）というカテゴリーから、彼を脱出させる」と記している。他にも対独抵抗の意志を込めてガルシア・ロルカの想い出に捧げた『ヴァイオリン・ソナタ』（1942年-1943年）やルイ・アラゴンの詩に曲を付けた『セー』（C）を作曲した。
1945年1月にフランス政府の委嘱を受けたプーランクとベルナックは、パリから空路向かったロンドンで熱狂的な歓迎を受けた。ロンドン・フィルハーモニー管弦楽団はこの作曲家の栄誉を称えてレセプションを開催、ロイヤル・アルバート・ホールでプーランクとベンジャミン・ブリテンの独奏で『2台のピアノのための協奏曲』を演奏、ベルナックとはウィグモア・ホールとナショナル・ギャラリーでリサイタルを開催して歌曲（mélodie）やピアノ作品を演奏、BBCへの録音も行った。ベルナックは人々の反応に圧倒されていた。彼とプーランクがウィグモア・ホールの舞台へ歩み出ると「聴衆は起立し、歌う前にもかかわらず私は感動のあまり泣き出してしまった。」2週間の滞在を終えた2人は、1940年5月に運行を開始していた初となるボート・トレインに乗ってロンドンを後にパリへ旅立った。
プーランクはパリで『小象ババールの物語』と、上演時間約1時間の短いオペラ・ブッフの形式を取ったオペラ処女作『ティレジアスの乳房』の総譜を完成させた。この作品は1917年上演のアポリネールの同名の戯曲により書かれている。サムズはこのオペラが「高潔な精神を持つ混沌」であり、「さらに深く悲しい主題 - 産み育て、戦禍で破壊されたフランスを再発見する必要性」が隠されている、と述べている。1947年6月3日にオペラ＝コミック座で初演されたこの作品は、評論家からは好評を得るも大衆人気の獲得には至らなかった。女声の主要な役を演じたドゥニーズ・デュヴァルは作曲者お気に入りのソプラノとなり、頻繁にリサイタルで共演したほか、作品もいくつか献呈されている。彼はデュヴァルを私を涙させるナイチンゲール（Mon rossignol à larmes）と呼んだ。

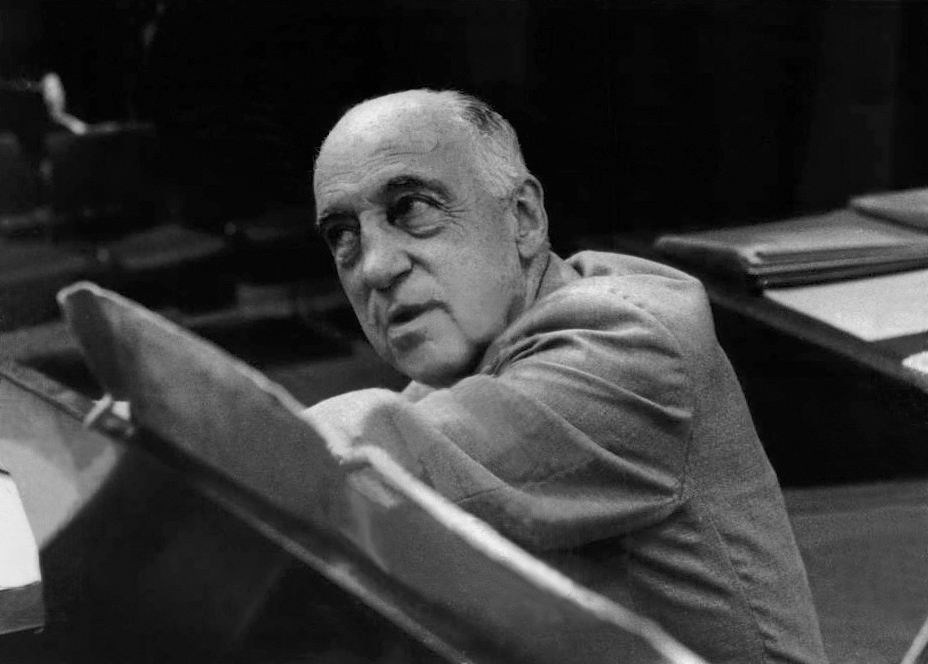
ピエール・ベルナック、1960年代。

大戦後すぐ、プーランクは女性と恋愛関係になった。その女性、フレデリーク（フレディ）・レベデフとの間には1946年に娘のマリー＝アンジュを授かった。子どもは誰が父親であるかを知らさせずに育てられたが（プーランクは名親ということになっていたと思われる）、プーランクは彼女への支援を惜しまず、また彼女がプーランクの遺産の第1の相続人となっている。
戦後になって、プーランクはストラヴィンスキーの最新作を否定して、新ウィーン楽派の教えのみが確かであると主張する、若い世代の作曲家たちと意見を戦わせた。プーランクはストラヴィンスキーを擁護し、「1945年もになって我々は十二音技法の美学のみが現代音楽への唯一の救済であるかのように語るのか」と、信じ難いという思いを表明した。彼の見解では、ベルクは音列主義を行きつくところまで用い、シェーンベルクの音楽は今や「砂漠、石のスープ、模造音楽、もしくは詩的ビタミン」であり、彼にピエール・ブーレーズなどの敵対作曲家をもたらしていた。プーランクとそりの合わない人々は、彼に時代遅れで軽薄な戦前の遺物であえるとのレッテルを貼ろうとした。これが原因となってプーランクはさらに真剣な作品に焦点を定め、フランスの大衆にそうした作品を聴かせようと試みることになる。アメリカやイギリスには強固な合唱の伝統があったために彼の宗教音楽もたびたび演奏されたが、フランスでの演奏機会はずっと少なく、そのために大衆や評論家が彼の真剣な楽曲を認知しないままとなることが少なくなかった。
1948年にベルナックを伴った演奏旅行で、プーランクは初めてアメリカを訪れて大きな成功を収めた。その後1961年までの間に頻繁に同国に赴くと、ベルナックやデュヴァルとリサイタルを開催したほか、ソリストとしてボストン交響楽団の委嘱により作曲された『ピアノ協奏曲』（1949年）を初演するなどした。

### 1950年–1963年: 『カルメル会修道女』と晩年
プーランクの1950年代は、私生活での新しいパートナーの登場で幕を開けた。その人物、リュシアン・マリウス・ウジェーヌ・ルベールは旅のセールスマンだった。本業は実り多く、エリュアールの詩による7曲から成る歌曲集『冷気と火』（1950年）、そして1950年に画家のクリスチャン・ベラールの想い出へ書かれて翌年初演されたスターバト・マーテルが生み出されている。

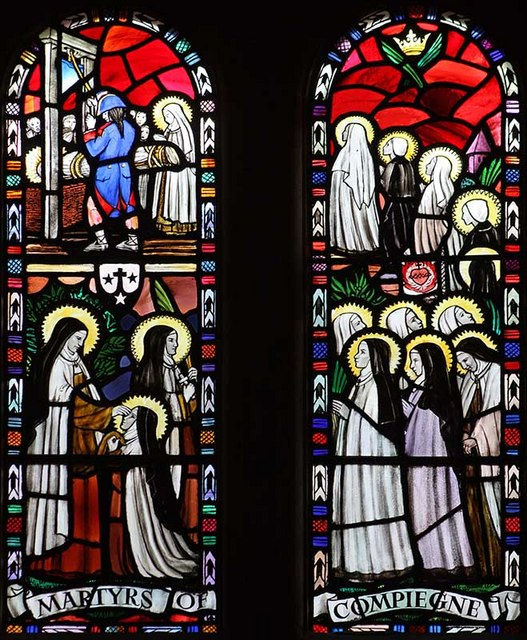
コンピエーニュの殉教者を描いたクイデンハムの教会にあるステンドグラス。

1953年、プーランクはスカラ座とミラノの出版社リコルディからバレエの委嘱を受けた。はじめはコルトナの聖マルガリタの話を構想したが、彼女の生涯は舞踏では表現不可能であると思い至る。宗教的主題でオペラを書くことを希望した彼に対し、リコルディはジョルジュ・ベルナノスによる映像化されていない映画台本であった『カルメル会修道女の対話』を提案した。テクストはゲルトルート・フォン・ル・フォールが描いたコンピエーニュの殉教者、フランス革命時に信仰のためにギロチンにかけられた修道女たちを扱った小説に基づいている。プーランクはこれを「いたく感動的かつ崇高な作品」であり、自作のリブレットとして理想的であると考えると、1953年8月に作曲に着手した。
このオペラの作曲中、プーランクは2つのショックに苦しめられた。作家のエメット・レイヴァリーがル・フォールの小説を舞台化する権利を有しており、ベルナノスの遺作と権利衝突を起こしていることを知る。これによってオペラの仕事を中断することになった。同時期にルベールが重篤な病に冒されてしまった。極端な不安の結果プーランクは神経に変調をきたし、1954年11月にパリ郊外のライ＝レ＝ローズにある医院に入院、安静となった。回復した頃にはレイヴァリーとの間の文学的権利、ロイヤルティーの支払いに関する紛争には片が付いており、ベルナックと手広く行っている演奏旅行の合間に『カルメル会修道女の対話』の仕事を再開した。1920年代以降彼の個人資産は減少を続けており、リサイタルを開いて相当額の収入を得る必要があったのである。
オペラの仕事を続ける間、他の仕事にはほとんど手を付けなかった。例外は2つのフランス歌曲と「6人組」時代からの旧友であるオーリック、ミヨーも加わった合作『マルグリット・ロンの名による変奏曲』（1954年）から「牧歌」である。プーランクがオペラの最後のページを書いていた1955年10月、ルベールが47歳でこの世を去った。プーランクは友人に次のように書き送っている。「リュシアンは10日前に苦役から救い出されました。『カルメル会修道女』の最終稿が完成したのは愛しい人が最期に息をした、まさにその瞬間だったのです。」
オペラの初演は1957年1月に、スカラ座においてイタリア語翻訳で行われた。プーランクはこれからフランス初演までの間に、後期作品の中でも指折りの人気を誇る『フルートソナタ』を書き上げた。曲は6月のストラスブール音楽祭において、ジャン＝ピエール・ランパルと作曲者自身の演奏で披露された。『カルメル会修道女の対話』がパリのオペラ座で初演されたのは、その3日後の6月21日であった。初演は大成功となりプーランクは大いに安堵した。作品に向けられた評は「ドビュッシーの『ペレアスとメリザンド』、ベルクの『ヴォツェック』に続く作品」という絶賛であった。この頃にプーランクは退役軍人のルイ・ゴーティエとの最後の恋愛関係に落ちていく。両名はプーランクが没するまでパートナーであり続けた。プーランクが恋愛対象として好んだのは、中流以下のインテリではない男性だったのである。
1958年、プーランクは旧知の友人であるコクトーと協力し、コクトーが1930年に著したモノドラマ『人間の声』のオペラ化の仕事に取り掛かった。この作品は1959年2月6日にコクトーの演出でオペラ＝コミック座で初演され、デュヴァルが電話を通じて別れた恋人に話しかける見捨てられた悲劇の女性を演じた。5月には公の場からの引退を表明したベルナックとの最後のコンサートが行われ、数か月後に迫ったプーランクの60回目の誕生日に花を添えた。
プーランクは1960年と1961年にアメリカを訪問している。1960年の訪米はドゥニーズ・デュヴァルに帯同するもので、再び歓迎を受けた。これらの演奏旅行の間にニューヨークのカーネギー・ホールでデュヴァルにより『人間の声』のアメリカ初演が行われ、ボストンでシャルル・ミュンシュの指揮によりソプラノと4部の混声合唱、管弦楽のための大規模作品『グローリア』が世界初演された。1961年には187ページに及ぶシャブリエに関する著作を出版する。この本は1980年代に評論家によって「彼は旋律が第1に重要であること、そしてユーモアが本質的に真剣であることといった事柄に関する見解を共有する作曲家について、愛と洞察をもって筆を走らせている」と評されている。生涯独身であった彼の孤独な生活は、パリとトゥレーヌの邸宅で理想とする友人の訪問に中断されながら営まれていった。最晩年の12か月間の間には合唱と管弦楽のための『テネブレの7つの応唱』、『クラリネットソナタ』、『オーボエソナタ』などの作品が生み出された。

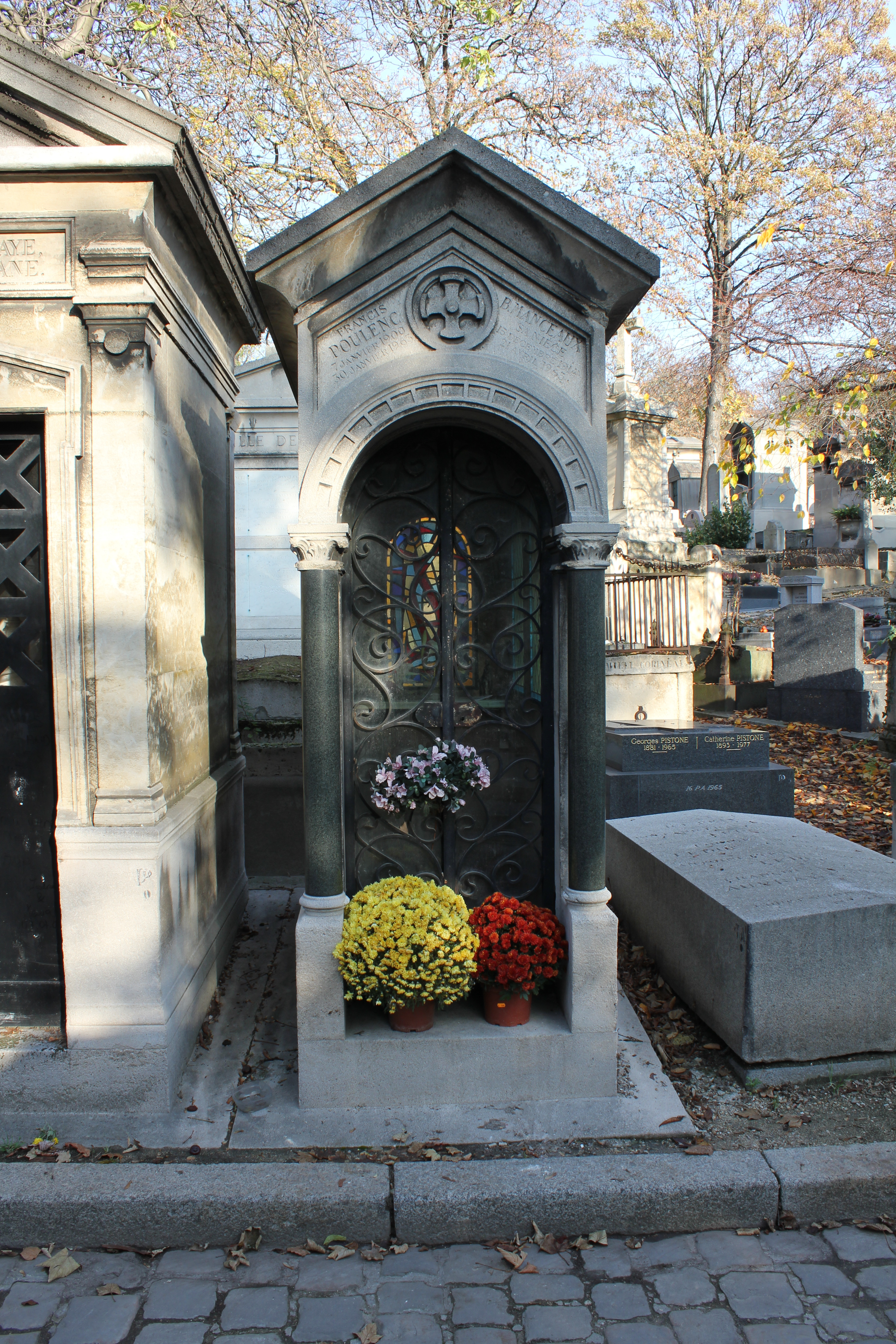
ペール・ラシェーズ墓地にあるプーランクの墓。生年が1899年でなく1900年と記載されている。

1963年1月30日、リュクサンブール公園に面した邸宅でプーランクは心臓発作を起こして生涯を終えた。コクトーの原作に基づく彼の4番目のオペラ『地獄の機械』の作曲に取り掛かったところだった。葬儀は近くのサン＝シュルピス教会で執り行われた。彼の遺志に従い、本人の作品は演奏されなかった。代わりにマルセル・デュプレが教会の大オルガンでバッハの楽曲を演奏した。亡骸は彼の家族とともにペール・ラシェーズ墓地で眠りについている。

## 音楽観
1953年に行われたスイス・ロマンド・ラジオ放送のインタビューで、プーランクは自己の来歴や音楽観について語っている。その中で、若い頃に影響を受けた作曲家として、シャブリエ、サティ、ラヴェル、ストラヴィンスキーの4人を、音楽家のベスト5（無人島に持っていきたい音楽）として、モーツァルト、シューベルト、ショパン、ドビュッシー、ストラヴィンスキーを、生理的に受け付けない作曲家としてフォーレ、ルーセルの名を挙げている。
プーランクはインタビューの中で「音楽でモーツァルトに勝るものはない」と言いきっているが、これは幼少時の彼にピアノを手ほどきした母親の影響である。また、ストラヴィンスキーについては『春の祭典』ではなく、『プルチネルラ』、『妖精の接吻』、『カルタ遊び』などの「ヨーロッパ的」な作品に影響を受けたと語っている。
プーランクの音楽体験はピアノから始まっているために作品にはピアノ曲が多いが、10歳の頃にシューベルトの歌曲に熱中したことがあり、このことが数多くの歌曲を生むきっかけとなった。1910年の冬、楽譜屋で『冬の旅』の楽譜を見つけ「突然自分の人生の中で非常に深い何かが変化したことを発見した。」彼は繰り返し「菩提樹」、「烏」、「辻音楽師」を弾いたが「中でも『幻の太陽』には特に惹かれた」という。
ピアノ以外の楽器については弦楽器よりも管楽器の音色を好んだため、管弦楽曲では管楽器が重要な役割を演じることが多く、室内楽曲においても管楽器のための作品が多い。なお、プーランクはさまざまな楽器の組み合わせで室内楽曲を作曲しているが、その中に同一の組み合わせのものはない。
プーランクは生粋のパリっ子であり都会人であった。彼が作る曲は軽快、軽妙で趣味がよく、ユーモアとアイロニーと知性があり「エスプリの作曲家」と言われるが、敬虔なカトリック教徒であった両親の影響を受け、宗教曲や合唱曲も手掛けている。自身はこの分野について、「わたし自身の最良の部分、何よりも本来の自分に属するものをそこに注ぎ込んだつもりです。（略）わたしが何か新しいものをもたらしたとするならば、それはまさにこの分野の仕事ではないかと思います」と述べている。
無調音楽が主流となった戦後も単純明快な作風の調性音楽を書き続けたプーランクであったが、一方でピエール・ブーレーズの主催する現代音楽アンサンブル「ドメーヌ・ミュジカル」の演奏会には常連として足繁く通うなど、前衛的な現代音楽にも理解を見せた。また、概ね1920年から1935年頃にフランスに滞在したロシアの作曲家プロコフィエフとは、ピアノやブリッジでの交流により親交が篤かった。

## 楽曲

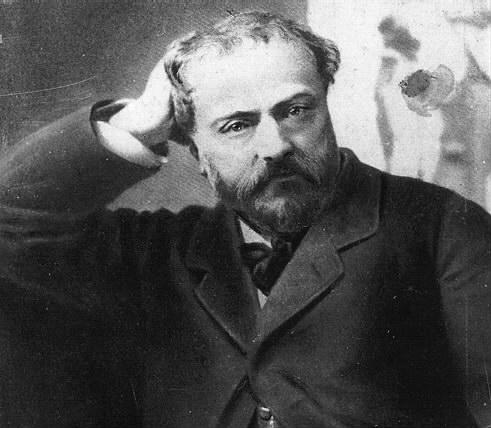
プーランクが大きな影響を受けたと告白するエマニュエル・シャブリエ。

プーランクは旋律に対する生来の感覚、そのプロポーションやフレージングにおける全体性やしなやかさの感覚を持っていた。
プーランクは調・旋法体系の優位を決して疑わなかった。ヴェルディ以降の主な作曲家の誰よりも多く減七和音をつかったとは言え、半音階性は彼の音楽にあっては束の間の現象に過ぎなかった。書法、和声、リズムの面でも、彼は特に創意に溢れていたわけではなかった。プーランクの音楽は本質的に全音階である。これはプーランクの音楽芸術の主たる特徴が彼のメロディの才能にあるからだ、というのがアンリ・エルの見解である。『グローヴ事典』のロジャー・ニコルズの言によれば「プーランクには何にもまして重要な要素はメロディであって、彼は最新の音楽地図に基づいて調査、発掘、枯渇してしまったと思われた領域から、未発見の膨大な旋律の宝庫へたどり着く手段を見出したのだ。」コメンテーターのジョージ・ケックは次のように書いている。「彼のメロディは簡素で、心地よく、容易に記憶でき、さらに実に多くの場合感情豊かである。」
プーランクは自身の和声言語は独創的なものではないと述べていた。 1942年の手紙の中で「自分がストラヴィンスキーやドビュッシー、ラヴェルのような和声の革新をやった作曲家でないことは自分が誰よりもよく知っている。しかし、他人の和声を使うことを気にしない新しい音楽の余地はあると思う。モーツァルトやシューベルトもそうだったのではないか」と書いている。作曲家のレノックス・バークリーは次のように記している。「生涯を通じ、彼は伝統的な和声を使うことで満足してしていた。しかしその使用法が非常に個性的かつ、またただちに彼のものであると了解し得るものとなっており、これによって彼の音楽には新鮮さと妥当性が生まれている。」ケックはプーランクの和声言語をこう考えていた。「彼の書く旋律同様に美しく、興味深く、彼らしい（中略）明晰で簡素な和声がはっきりと確立された調性の中で半音階的に動くわけであるが、それは経過に過ぎないことがほとんどである。」プーランクは音楽理論を学ぶ機会に恵まれなかった。数多くあるラジオでのインタビューのある一幕で、彼は「理論、教義、規則に従う作曲を終わりにしよう!」と呼び掛けている。彼はルネ・レイボヴィッツが先導した、彼が思うところの当時の十二音技法信奉者の独断的態度に否定的であり、かつては高い期待をかけていたオリヴィエ・メシアンの音楽が理論的アプローチの導入に影響を受けてしまったことを大いに嘆いていた。エルにとっては、プーランクの音楽の大多数が「人間の声の純粋に旋律的な連想から直接的または間接的に霊感を受けている」という。プーランクは骨を惜しまぬ職人であったが、彼にとって音楽は容易く生み出せるものであるという「容易さ伝説」（la légende de facilité）が生まれていた。本人はこのことについて以下のように述べている。「その作り話は許してもよい、なぜなら私は努力を見せないためにあらゆることをしているのだから。」
小沼純一によればプーランクの楽曲には次のような特徴「4小節や8小節よりさらに短い2小節がしばしば使われる旋律の単位、通常の長さより一拍か二拍ほど旋律線を短く刈り込んでしまう展開、七や九の和音への偏愛。故意に二度や七度をそのまま使って、不協和音を目立たせるスタイル。分裂症と呼べそうな急激な気分の転換。クライマックスのままエンディングに至らないカタルシスの回避。安定しているのに、しばし宙吊りの緊張が作られるコーダ。作品の短さと簡潔さなど」が見られるという。
ピアニストのパスカル・ロジェは1999年に、プーランクのどちらの面の音楽的本質も等しく重要だとコメントしている。「彼の全部を受け止めねばならない。もし真面目な面かそうでない面、いずれかを取り去ってしまえば彼を損なってしまうことになる。片方の面を消して得られるものは、彼の真の姿を薄く映した複製写真に過ぎない。」プーランクもこの二項対立を認識していたが、彼は自分の全作品で「健康、明晰、剛健 - ストラヴィンスキーがスラブ風であるのと同じく、端的にフランス風な音楽」にしたいと望んでいたのであった。

### 管弦楽曲、協奏曲
プーランクが大オーケストラを駆使した主要作品は2つのバレエ、『シンフォニエッタ』、4つの鍵盤楽器のための協奏曲である。バレエの1作目である『牝鹿』は1924年に初演され、彼の作品中でも有数の知名度を保っている。『グローヴ事典』のニコルズは、澄みわたり旋律豊かな音楽は深い象徴性も、また浅い象徴性さえも持たず、「ワーグナー風味にした金管の小さなパッセージで強調され、感情に訴えるような短9度で終わっている」という事実だけである、と書いている。4曲ある協奏曲のうち最初の2作品は気楽な作品の流れに位置している。クラヴサンと管弦楽のための『田園のコンセール』はパリに住む人間から見た田舎の風景を想起させる。終楽章にあるファンファーレによってパリ郊外のヴァンセンヌの兵舎で吹かれるビューグルが心に浮かんでくる、とニコルズは評している。『2台のピアノのための協奏曲』は同様に、純粋に娯楽として書かれた作品である。ここでは様々な様式が用いられている。第1楽章はバリのガムランを彷彿をさせるような形で終了しており、緩徐楽章はモーツァルト風に開始させ、それをプーランクは徐々に彼独自の風合いで満たしていく。『オルガン協奏曲』でははるかに真剣味が高まっている。プーランクはこの作品が自身の宗教音楽の「周辺地区にある」と述べている。一部のパッセージはバッハの教会音楽から引用されており、一方では陽気なポピュラー音楽風の間奏曲も入っている。2つ目のバレエ音楽である『典型的動物』はいまだ『牝鹿』の人気に並べていないが、オーリックとオネゲルの両名はいずれも和声の趣味の良さと工夫に飛んだ管弦楽法を賞賛している。オネゲルは次のように書いている。「彼に影響を与えたシャブリエ、サティ、ストラヴィンスキーはもはや完全に同化されている。彼の音楽を聴けば思うだろう - これはプーランクだと。」『シンフォニエッタ』は戦前期の軽薄さへの逆戻りである。彼はこう思うようになったという。「私は年甲斐もなく若作りをしすぎてしまった（中略）（本作は]）『牝鹿』の新版であるが、若い娘たち（牝鹿のこと）は48歳である - これはひどい!」『ピアノ協奏曲』は当初失望を与えることもあった。多くの人はこの曲がプーランクが広めるようになっていた、戦前期の音楽からの進歩とは言えないと感じたのである。この作品は時代が下って再評価を受けるようになってきており、1996年に作家のクレア・ドゥラマルシェ（Claire Delamarche）はプーランクの最良の協奏的作品に位置付けている。

### ピアノ曲
非常に腕の立つピアニストだったプーランクは日頃ピアノに向かって作曲し、キャリアを通じて多くのピアノのための作品を書いた。ビニェスからはサステイン・ペダルの精妙な使用による明快で、しかも色彩的なピアノ奏法を学び、自身のピアノ音楽にあってもペダルの頻繁な使用に固執した。このような様式は彼の初期の作品において『4手のためのピアノソナタ』（1918年）での和らげられたオスティナートの多用や『3つの無窮動』（1919年）でのアルベルティ・バス風の音型のようにしばしば法外なまでの通俗音楽性を具現化することにもなる。
アンリ・エルの見立てによれば、プーランクのピアノ書法は打楽器的なものと、より穏やかなクラヴサンを思わせるものに大別できるという。エルはプーランク自身の思い通り、プーランク最高のピアノ音楽は歌曲の伴奏の中にあると考えている。作家のキース・W.・ダニエルの考えるところでは、ピアノ作品の大多数は「『小品』と呼ばれるようなもの」である。作曲者自身は1950年代に自身のピアノ作品を批判的に振り返り、次のように述べている。「『無窮動』と『ハ長調の組曲』、『3つの小品』は許容可能である。2集の即興曲、変イ長調の間奏曲、一部の夜想曲のことは非常に好んでいる。『ナポリ』と『ナゼルの夜会』は猶予なく非難する。」
プーランク自身がお墨付きを与えた『15の即興曲』は、1932年から1959年の間で折々に書かれていった。全曲が簡素にできており、最長の作品も3分をわずかに超えるのみである。形式は多様で、素早くバレエ風なものから、繊細な抒情性をもつもの、古風な行進曲、無窮動、ワルツ、そして強く心に迫る歌手のエディット・ピアフの音楽による肖像に及ぶ。曲の被献呈者はマルグリット・ロンからエディット・ピアフまで幅広い。プーランクのお気に入りの間奏曲は3曲あるうちの最後の作品である。1番と2番は1934年8月に作曲され、変イ長調が1943年3月に続いた。コメンテーターのマリーナとヴィクトル・ルダン（Marina, Victor Ledin）はこの作品についてこう表現している。「『魅力的』という言葉の具現化である。音楽は単純にページを進むかのように見えて、続いて現れる音は非常に誠実で自然な方法に則り、雄弁さと紛れもないフランスらしさを備えている。」8曲の『夜想曲』はおよそ10年間にわたって書かれていった（1929年-1938年）。プーランクがそれらを当初からひとまとまりの組として構想していたかどうかにかかわらず、彼は第8番を「曲集のコーダとなるもの」（Pour servir de Coda au Cycle）と題した。分類名こそフィールド、ショパン、フォーレと共通の名前を付されているが、プーランクの楽曲は先立つ作曲家の作品には似ておらず、空想的な音詩というよりも「人前や私的な出来事の夜の情景であり音像」となっている。
プーランクが許容しにくいと評したのは全て初期の作品である。『3つの無窮動』は1919年、ハ長調の組曲は1920年、3つの小品は1928年の楽曲である。これら全部が短い曲から構成されており、1番長い3つの小品の第2曲「賛歌」でも演奏時間は約4分である。作曲者自身によって非難の槍玉に挙げられた2作品のうち、『ナポリ』（1925年）は3楽章から成るイタリアの素描である。もう片方の『ナゼルの夜会』について作曲家のジェフリー・ブッシュは「フランスでエルガーの『エニグマ変奏曲』の相当するもの」、すなわち友人たちの性格のミニチュアスケッチであると評した。プーランクは嘲ってみせたが、ブッシュはこの作品が独創的かつ機知に富んでいると判じた。プーランク自身には褒められも貶されもしなかったピアノ曲としては、よく知られる楽曲として2つの『ノヴェレッテ』（1927年-1928年）、子供のための6つの小曲集『村人たち』（1933年）、7曲から成るピアノ版の『フランス組曲』（1935年）、2台のピアノのための『シテール島への船出』（1953年）などがある。
アルトゥール・ルービンシュタインのために書かれた『散歩』（1921年）では四度や七度に基づく硬い響きの和声語法が現れ、書法は他のどのピアノ曲よりも分厚くなっている。彼のピアノ曲の大部分は自己の芸術の素材を再検討した1930年代の初め以降に書かれている。

### 室内楽曲
ニコルズは『グローヴ事典』で室内楽曲を明瞭に分けられる3つの時期に分類している。最初の4つのソナタは初期にあたり、全てがプーランクが22歳になるまでの間に書かれている。『2つのクラリネット』（1918年）、『4手ピアノ』（1918年）、『クラリネットとファゴット』（1922年）、そして『ホルン、トランペットとトロンボーン』（1922年）である。ここにはプーランクの受けた多種多様な影響が早くから示されており、ロココの「ディヴェルティスマン」（ディヴェルティメント）の模倣や型破りな和声、幾ばくかジャズの影響もみられる。4曲とも簡潔さ - 各々10分未満である - いたずら好きな性格、ウィットが特徴となっており、ニコルズはこれらを酸味であると表現した。この時期の室内楽作品には他に1917年の『黒人の狂詩曲』（器楽が主で、一部に声楽が入る）、『ピアノ、オーボエとファゴットのための三重奏曲』（1926年）などがある。
中期室内楽曲は1930年代、1940年代に作曲された。最も有名なピアノと木管楽器のための六重奏曲（1932年）は気楽路線の作品であり、活発な両端楽章とその間の「ディヴェルティスマン」から構成される。プーランクはこの作品を含む室内楽曲数曲に不満を覚え、初演から数年経って大幅な改訂を施している（この楽曲の場合は1939年-1940年）。他の改訂作品は『ヴァイオリンソナタ』（1942年-1943年）と『チェロソナタ』（1948年）である。弦楽器へ曲を書くことはプーランクにとって容易ではなく、これらのソナタの完成までには2度の失敗があり、1947年には弦楽四重奏曲の草稿が破棄されている。両ソナタは性格的に重々しさが優位であり、ヴァイオリンソナタの方はフェデリコ・ガルシーア・ロルカの想い出へと捧げられている。エル、シュミット、そしてプーランク自身も含めた評論家たちは、この作品が管楽器のソナタよりも効果の面で劣る、そして同じことがチェロソナタにも一定程度あてはまると看做していた。ピアノと18の楽器のための『オーバード、舞踊協奏曲』（1930年）はほとんど管弦楽のような効果を実現するものの、奏者の数はさほど多くない。この時期のその他の室内楽曲には、プーランクの作品中でも最も肩の凝らない2作品『フランス組曲』（1935年）、『3つの無窮動』（1946年）の小アンサンブルへの編曲がある。
最後の3つのソナタは木管楽器とピアノのための楽曲、『フルート』（1956年-1957年）、『クラリネット』（1962年）、『オーボエ』（1962年）のためのソナタである。『グローヴ事典』によれば、これらの楽曲は「その技術的専門性と深い美しさ」によりレパートリーとして定着しているという。ホルンとピアノのためのエレジー（1957年）はホルン奏者のデニス・ブレインの想い出に書かれている。この作品はプーランクが十二音技法を試した数少ない用例で、12の音から成る音列が簡潔に用いられている。

### 歌曲

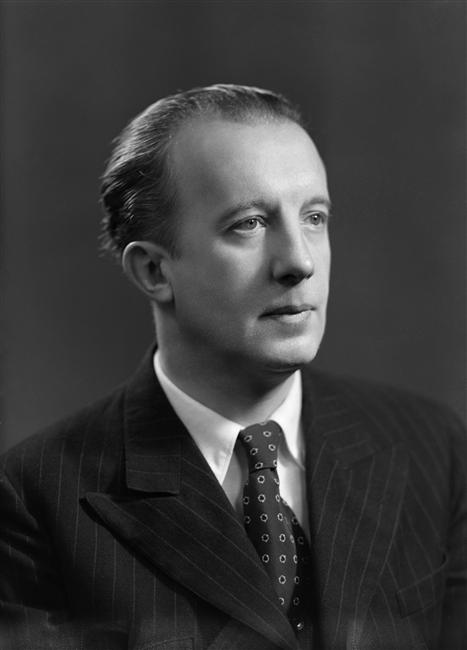
エリュアール

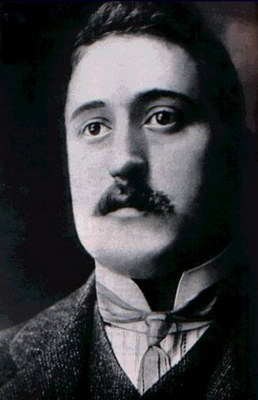
アポリネール

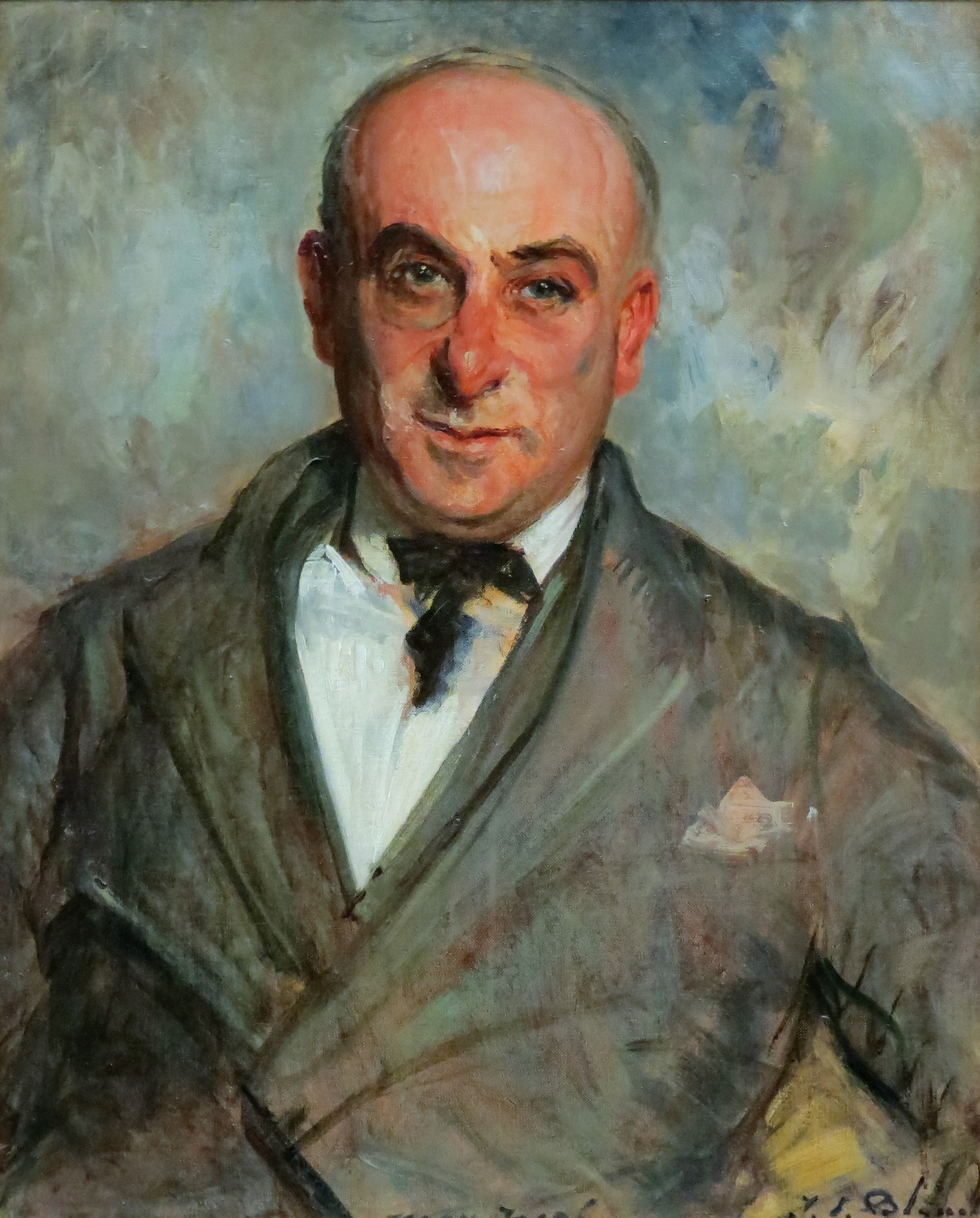
マックス・ジャコブ

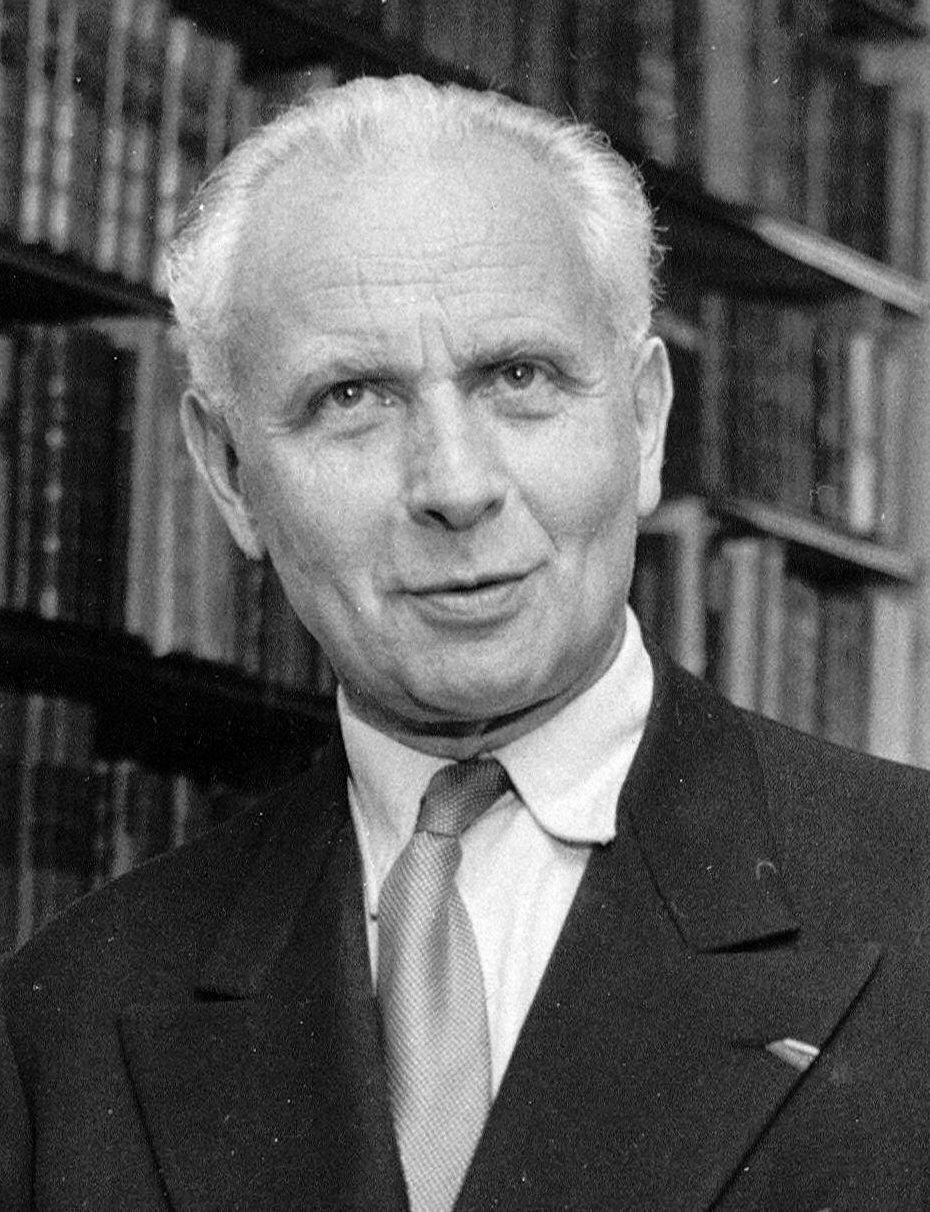
ルイ・アラゴン

プーランクはキャリアを通じて歌曲を作曲し、このジャンルの作品数は膨大なものである。ジョンソンの見立てでは、ほとんどの傑作は1930年代、1940年代に書かれているという。性格的には様でありながらも、歌曲にはプーランクの詩人の好みが色濃く出ている。彼はキャリア開始当初からギヨーム・アポリネールの韻文を好んでおり、1930年代中盤からはポール・エリュアールの作品に曲を付けることが最も多くなった。他に頻繁に作品を選択した詩人にはジャン・コクトー、マックス・ジャコブ、ルイーズ・ド・ヴィルモランがいた。音楽評論家のアンドリュー・クレメンツは、エリュアールの詩による歌曲にプーランクの最高級の傑作が数多く含まれると考えている。
アポリネールの『動物詩集』からの6つの詩に作曲した『動物詩集』（1918-1919年）は二十歳の若者にしては極めて個性的で力量ある成果であり、短くて捉えどころのない詩の雰囲気が、しばしば言葉の変則的な配置という単純だが、驚くべき手段で捉えられている。1935年にはベルナックと『ポール・エリュアールの5つの詩』を作曲した。プーランクは思春期からエリュアールの詩に魅せられてきた。彼は「そこには私の理解できない静けさ」があったと言う。『5つの詩』で鍵が錠前の中できしみ、1936年の『ある日ある夜』で扉が開いたのである。これはフォーレの『優しい歌』に比肩し得る作品である。ここにはプーランクの他の歌曲の幾つかに見られる筆致、即ち『ホテル』での感傷性や『村人の歌』に見られる世俗性はないが、他の点では非常に個性的である。ひとつの歌の中で速度が変わる場合、プーランクはサティの先例に倣って、それを〈発展的〉というよりも〈連続的〉な設定にしている。
ピアノと声はしばしば互いに異なった強弱法で進むが、これは彼以前にはあまり探求されることのなかった歌曲の作曲法の局面である。伴奏の書法は決して複雑ではないが、単に〈ペダルの頻繁な使用〉が必要とされる。これ以降、プーランクの歌曲作曲技法はほとんど変化を見せず、むしろ方法の絶えざる精錬へと向かう。いかにより少ない手段で多くを語るかという試みであり、彼が賛嘆して止まなかった画家アンリ・マティスの純粋な描線の追求でもある。この傾向は彼の歌曲の中でも最も〈入念に書かれた〉『冷気と火（FP147）』（1950年）で頂点に達する。エリュアールの詩への最後の作品は『画家の仕事』（1956年）である。『モンテカルロの女』はプーランクの声楽作品の最後の重要なもので、コクトーの詩につけたこの曲は『人間の声』と同様に憂鬱な心の状態の激しい恐怖をプーランクが完全に理解していたことを示している。
プーランクの歌曲は概して短い部分からなり、多くは2小節か4小節の楽節構成になっている。彼の技法は彼が採り上げたシュルレアリスム派の詩人と共通するところが多く、個々の要素を各々が共鳴し合うように置くことを重視した。－中略－プーランクの歌曲においては、その一息ごとに歌が溢れ出てくる。音楽の豪奢な享楽家というプーランクにまつわる伝説はこの周到を極めた職人への最高度の賛辞である。
『ラルース世界音楽事典』では「ポール・エリュアール、ギヨーム・アポリネール、ルイーズ・ド・ヴィルモランの詩による歌曲は彼の全創作期間を通じてほぼ規則的に書かれており、識者からは集中力と韻律法の質の高さ、ゆえに評価を受けているのであるが、玄人受けにとどまっている感がある。オーケストラ作品、劇場作品は良く演奏されるが、ピアノ曲、歌曲は評判が良いのにもかかわらず、埋もれているのは事実である」と評価している。
デニス・スティーヴンスは「プーランクの歌曲は40年以上に亘り、彼が選んだ歌詞のごとく、スタイルにおいても質においても変化に富んでいる。－中略－彼が伝統的な美しい音楽を書く能力があるということは偉大なフランスの詩人エリュアールの超現実主義の詩につけた『ある日ある夜』（1937年）によって良く証明されている。恐らくこれは彼の最も優れた歌曲集であろう。また、プーランクが20歳の時の歌曲集『動物詩集、またはオルフェのお供たち』において、見事な洗練された精巧さで書いていたことでも分かる」と評している。
難解であるアポリネール以降の現代詩を扱うプーランクの手腕は「こうした詩はしばしばかなり難解だが、プーランクによる音楽への移し替えは常に詩をくっきりと明確にする」のである。実際、文字として、言葉として与えられた詩を実際どのように読むか、解釈するかはしばしば易しいことではない。そうしたものをプーランクは明瞭に意味の方向性を示す。例えば、エリュアールの詩において、テクストだけでは実は分かりにくいストーリー的なもの、感触と言うものをプーランクの音楽は忠実に詩の一つの読み方として提示する。一種の翻訳になっている。同時に、たとえ詩の意味が分からなくても、音楽の調子によって、伝わってしまうこともある。エリュアールの詩においては平易さがあり、一つ一つは分かり易いのに、逆に分かり易いがために、様々なイメージが喚起されるのだが、それを一つの流れとして、分節化して意味を音楽的に立ち昇らせる。これがプーランクのアプローチなのである。ベルナックは「歌曲作曲家としてのプーランクの奇跡は、まさに彼が誤読をしなかったことだ」と断言している。
末吉保雄は「プーランクにとって文学や美術の世界は音楽の外にあるものではなく、エリュアールの詩もローランサンも、言わばそれらは生きた〈風土〉そのものであった。25年に亘るベルナックとの演奏活動が歌曲を容易に日常的な場にさせたことは否めない。－中略－彼がこの場で選んだ詩と詩人を見れば、その言葉は彼が共に生きた、この風土を語っていて、その言葉を共有していた。プーランクは自分の音楽がこの人々と共に彼らの日々の感情や夢、あるいは憂鬱や不安を歌い、祈る、それ以外の意味を持つとは思ってもみなかった。プーランクがその最良の資質を声楽曲に開花させた背景は以上の通りである。歌曲が日々の場であれば、内心の祈りは合唱曲に、そして、その総合は歌劇に形を成した。他の分野、室内楽やピアノ曲も、それは人声と詩を省かれた声楽、あるいは声楽の器楽への移入と見ることもできる」と述べている。
音楽学者のイヴォンヌ・グーヴェルネは1973年の歌曲総説の中でこう述べている。「プーランクを得て、旋律線はテクストに上手く符合してある面ではテクストを補完するかのように思われる。これは与えられた詩句の音楽がまさに神髄を射抜くという音楽の持つ能力によるものである。プーランクは言葉の色彩を際立たせ、誰よりも巧みにフレーズを生み出した。」軽い作品のうちでよく知られている作品のひとつが、ジャン・アヌイが1940年にパリ風のワルツとして書いた戯曲を用いて作曲した『愛の小径』である。対照的にモノローグ『モンテカルロの女』（1961年）は賭博中毒の年配の女性を描いており、鬱の恐怖に対する作曲者のつらい理解をうつし出している。
クレメンツはエリュアール歌曲に「プーランクの以前の管弦楽曲、器楽曲にあった不安定さ、軽薄な外面性からは離れた地平にある」深遠さを見出している。『ルイ・アラゴンの2つの詩』（1943年）の第1曲は単に「C」という題名となっており、ジョンソンはこれを次のように評している。「世界的に知られた傑作である。かつて戦禍を歌った曲として最も類稀であり、そしておそらく最も感動的である。」

### 合唱曲
プーランクは4曲のオーケストラを伴った合唱曲と13曲の無伴奏の合唱曲を書いており、ピアノ伴奏の合唱曲はない。彼の合唱曲は宗教曲が中心で、世俗的なものは『酒飲み歌 』（1922年）、『7つの歌』（1936年）、『小さな声』（1936年）、『枯渇 』（1937年）、『人間の顔 』（1943年）、『ある雪の夕暮れ』（1944年）、『8つのフランスの歌』（1945年）となっている。初期に書かれた無伴奏合唱のための『酒飲み歌』を除くと、プーランクが合唱音楽を書き始めたのは1936年だった。この年に書かれたのは3つの合唱作品、『7つの歌』（エリュアールほかの詩による）、『小さな声』（児童合唱のための）、そして女声または児童合唱とオルガンのための宗教作品『黒い聖母像への連禱』である。
無伴奏合唱のための『ミサ曲 ト長調』（1937年）についてグーヴェルネは、バロックの様式によるものを有しており、その「活気と喜ばしく騒ぎ立てる様には彼の信仰心がはっきりと示されている」と評している。プーランクが見出した新たな宗教的テーマは『悔悟節のための4つのモテット』（1938年-1939年）へ引き継がれるが、合唱作品でも重要性の高いのが世俗カンタータ『人間の顔』（1943年）である。この作品はミサ曲同様に無伴奏であり、エリュアールの詩に複雑な作曲が施されている。プーランクは祈りの雰囲気を醸し出すために合唱の純粋な響きを求めており、演奏を成功させるためには高い技量を有する歌い手が必要である。他のア・カペラの作品としては『クリスマスの4つのモテット』（1952年）があり、この作品では厳しいリズムと音調の正確性が合唱に要求される。
管弦楽伴奏つきの合唱作品として重要なものには『スターバト・マーテル』（1950年）、『グローリア』（1959年-1960年）、『テネブレの7つの応唱』（1961年-1962年）がある。これらの楽曲は全て教式文を基にしており、元来グレゴリオ聖歌に作曲されたものである。『グローリア』において、プーランクの信仰心は祈りの静けさと神秘的な心情を間に挟みつつ、溢れんばかりに喜ばしく表出されており、最後は穏やかな静寂で締めくくられる。そこでは「栄光、神にあれ」というアクセントの置き方に見られるように、故意に信仰のなさそうな合唱の書法を採りながら、その一方で、オスティナート、舞い上がるようなソプラノ、比類ない旋律がティペットの言葉通り「豊かなるものに参加する契約で結ばれた」信心深い人であることを示している。プーランクは1962年にベルナックへこう書き送っている。「テネブレを書き終えたところです。美しいと思っています。グロリアとスターバト・マーテルを加え、3つの上出来な宗教作品に恵まれました。もし私が辛くも地獄行きを免れるのなら、これらが私の煉獄での時間を数日でも減らしてくれんことを。」プーランク自身が実演を聴くことのできなかった『テネブレの7つの応唱』は大編成の管弦楽を用いているが、ニコルズはこの作品が新たな思考の集中を示していると考えている。評論家のラルフ・シボドーにとってはこの作品は作曲者のレクイエムかもしれないと思われ、「彼の宗教作品の中では最も前衛的で、最も感情的に求められるものが高く、音楽的には最も興味深く、彼の宗教的最高傑作（magnum opus sacrum）である『カルメル会修道女の対話』に唯一比肩し得る作品である。」アンリ・エルによれば「プーランクが書いた合唱音楽は非常に模範的で、豊かで、味わい深いものだった」のである。

### オペラ

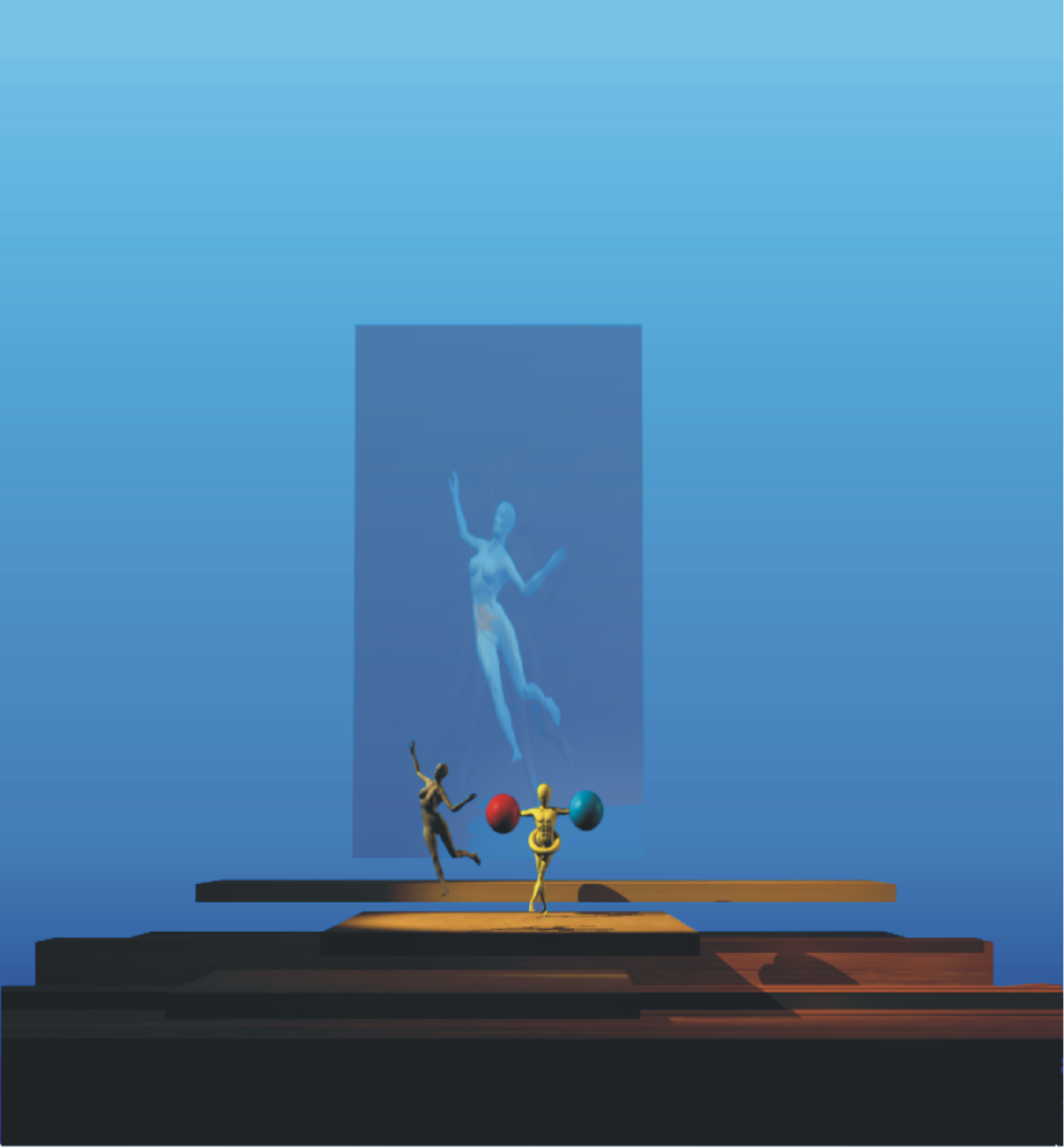
シルヴァン・レールミッテデザインの『ティレジアスの乳房』。

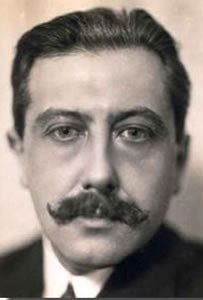
ベルナノス

プーランクはキャリアの折り返しを迎えてからオペラと向きうことになった。20代前半から名声を獲得してきた彼が、最初のオペラへの挑戦した時には40代になっていた。彼自身はこのことを、自ら選択した題材に取り組むまでに成熟する必要があったからだと説明している。1958年にはインタビューで次のように答えている。「24歳時点で『牝鹿』は書くことが出来たが、モーツァルトの天才性やシューベルトの早熟さを持たない限り30歳の作曲家は『カルメル会修道女』を書くことはできなかった - 問題はあまりに深いものだったのだ。」プーランクの3作あるオペラは、いずれも「1920年代の冷笑的意匠家」からは遠く離れた心理的深みを示している、というのがサムズの見解である。『ティレジアスの乳房』（1947年）は奔放な筋書きにもかかわらず、懐旧の念と喪失の感覚に満ちている。他の2作『カルメル会修道女の対話』（1957年）と『人間の声』（1959年）では真剣さが明らかで、プーランクは深い人間の苦しみを描写する。サムズはそこに、作曲者自身の抑鬱によるもがきが反映されていると考えている。
オペラからは、プーランクが音楽的技術の面で純朴で不確かな駆け出しの頃からいかに歩みを進めてきたのかが示される。後に撤回されたコメディ・ブッフ『理解されない憲兵』からほとんど四半世紀後に、機知とシュルレアリスム風の風刺が効いた『ティレジアスの乳房』が書かれた。ニコルズは『グローヴの事典』で『ティレジアスの乳房』が「抒情的な独唱、早口な二重唱、コラール、テノールやベースの赤子によるファルセットの旋律線」を配備しており、「可笑しさと美しさの両面での成功を収めている」としている。
『カルメル会修道女の対話』は全く異なった種類の作品であり、単純な抒情的スタイルで書かれた宗教作品である。このオペラはジョルジュ・ベルナノスによる稀に見る優れたリブレットにとりわけ効果的に作曲したものである。プーランクは3作のオペラの全てで過去の作曲家を参考にしているが、その影響は疑いのない彼自身の音楽に融合されている。『カルメル会修道女の対話』の出版譜において、彼はムソルグスキー、モンテヴェルディ、ドビュッシー、ヴェルディに負うものがあると謝意を表明している。評論家のルノー・マシャールは『カルメル会修道女』がブリテンの『ピーター・グライムズ』と並び、世界中で上演されている第二次大戦後に書かれたものとしては実に稀有なオペラであると記している。なお、このオペラの原作『断頭台下の最後の女』にはアメリカの劇作家エメット・ラヴェリーによる英語による舞台劇脚本が存在し、この小説を基にしたすべての上演権を握っていた。最終的に問題は決着したが、この権利を巡る交渉がプーランクには大きな精神的負担となった。
たとえ大編成の管弦楽のために作曲を行っていようとも、プーランクはオペラでは威力を最大から絞って用いており、木管のみ、金管のみ、弦楽のみで書かれた部分がしばしば登場する。ベルナックの貴重な助言により、彼は人の声の利用に高い技術を発揮し、音楽を各登場人物のテッシトゥーラに一致させている。最後のオペラである『人間の声』の頃には、プーランクはオーケストラの伴奏が全くなくてもソプラノにフレーズを割り振れると感じるようになっていた。一方、オーケストラが演奏するときには、音楽が「官能性に浸る」ようになることを求めたのであった。この作品はソプラノのドゥニーズ・デュヴァルのために書かれた45分のモノローグである。皮肉にも抒情悲劇と題されたこの作品は、劇的には十分成功しているとは言い難いが、声のための偉業である。
これらの3作品は三者三様ではあるが、女性に関わる問題を扱っているという共通点がある。『カルメル派修道女の対話』では女性と宗教、制度の問題、『ティレジアスの乳房』では出産について問い掛けられており、『人間の声』では恋とその破綻、電話と言う新しいメディアが女性を通して浮き彫りにされている。

### 録音
プーランクは1920年代に音楽の普及に蓄音機が果たす役割の重要性を認識していた作曲家のひとりであった。彼の作品の最初の録音は1928年にメゾソプラノのクレール・クロワザが作曲者自身のピアノ伴奏によりフランスのコロムビアへ行ったもので、曲は歌曲集『動物詩集、またはオルフェのお供たち』全曲であった。彼はEMIのフランス支社を中心に夥しい数の録音を遺した。ベルナック、デュヴァルとは自作に加えてシャブリエ、ドビュッシー、グノー、ラヴェルの歌曲を録音している。『小象ババールの物語』の録音では自らピアノを担当し、俳優のピエール・フレネーとノエル・カワードが語りを担当した。EMIは2005年に『Francis Poulenc & Friends』と題したDVDを発売しており、そこにはプーランクがデュヴァル、ジャン＝ピエール・ランパル、ジャック・フェヴリエ、ジョルジュ・プレートルと共に自作自演を行う姿を記録した映像が収められている。

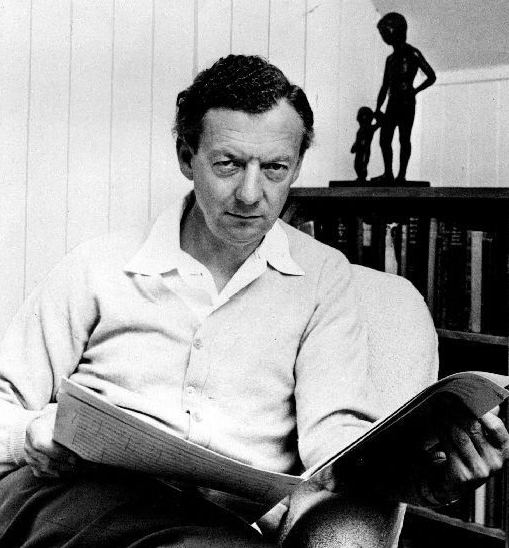
プーランクの友人で演奏も行ったベンジャミン・ブリテン。

1984年に集計されたプーランク作品の録音一覧には1300人以上の指揮者、同奏者、アンサンブルが名を連ねている。指揮者としてはレナード・バーンスタイン、シャルル・デュトワ、ダリウス・ミヨー、シャルル・ミュンシュ、ユージン・オーマンディ、プレートル、アンドレ・プレヴィン、レオポルト・ストコフスキーらが挙げられている。歌手としてはベルナック、デュヴァルに加え、レジーヌ・クレスパン、ディートリヒ・フィッシャー＝ディースカウ、ニコライ・ゲッダ、ピーター・ピアーズ、イヴォンヌ・プランタン、ジェラール・スゼーらがいる。器楽奏者として紹介されているのはブリテン、フェヴリエ、エミール・ギレリス、ユーディ・メニューイン、アルトゥール・ルービンシュタインなどである。
プーランクのピアノ作品の全曲録音は、彼の唯一のピアノの弟子だったガブリエル・タッキーノ（EMI）をはじめ、パスカル・ロジェ（デッカ）、ポール・クロスリー（CBS）、エリック・パーキン（シャンドス）、エリック・ル・サージュ（RCA）、オリヴィエ・カザール（Naxos）によるものがある。室内楽作品の全集録音はナッシュ・アンサンブル（Hyperion）、エリック・ル・サージュとフランスの独奏者たち（RCA）、様々なフランスの若手音楽家（Naxos）によって行われている。
『カルメル会修道女の対話』の世界初演は録音されており、CDで刊行された。フランス初演のすぐ後に最初のスタジオ録音が行われ、以降少なくとも10種類のライブ、スタジオ録音がCDまたはDVDで行われている。大半はフランス語だが、ドイツ語のものが1種、英語のものも1種存在する。
プーランクの歌曲の歌手には女性ではマリア・フロイント、ジャーヌ・バトリ、クレール・クロワザ、シュザンヌ・ペイニョ、ドゥニーズ・デュヴァル、男性ではピエール・ベルナック、ドダ・コンラッドを挙げることができる。録音実績などからフェリシティ・ロットの貢献は見逃せない。また、日本では村田健司が録音、歌唱、指導などに幅広く活躍している。
| レーベル               | 歌手 | ピアノ伴奏者ほか                                                                                      | 録音年（発売年） 備考 EAN番号                                                    |
| ---------------------- | --- | --- | -------------------------------------------------------------------------------- |
| Decca                  | フェリシティ・ロット カトリーヌ・デュボスク フランソワ・ル・ルー ジル・カシュマイユ ウルスラ・クリーガーほか | パスカル・ロジェ                                                                                      | 1992年-1998年 EAN:0028947590859                                                  |
| EMI                    | エリー・アメリンク マディ・メスプレ ジョゼ・ヴァン・ダム ニコライ・ゲッダ ジェラール・スゼー フランソワ・ル・ルーほか | ジャン＝フィリップ・コラール ダルトン・ボールドウィン ガブリエル・タッキーノ ジャック・フェヴリエほか | 1999年発売 プーランク誕生100周年 管弦楽及び室内楽伴奏含む EAN:4988006761438      |
| マイスターミュージック | 村田健司 | 上原ひろ子                                                                                            | 1999年度文化庁芸術祭参加作品 プーランク生誕100年記念 101曲収録 EAN:4944099105856 |
| Hyperion               | フェリシティ・ロット アイリッシュ・タイナン サラ＝ジェーン・ブランドン イヴァン・ラドロウ アニエシュカ・アダムチャク スーザン・ビックリー ロビン・トリッチュラー ニール・デイヴィス ジェラルディン・マクグリーヴィ ピエール・ベルナック（ナレーション）ほか | グレアム・ジョンソン                                                                                  | 2008年-2012年 EAN:0034571280219                                                  |
| ATMA Classique         | パスカル・ボーダン ジュリー・フックス エレーヌ・ギルメット マルク・ブーシェ フランソワ・ル・ルー ジュリー・ブリアンヌほか | オリヴィエ・ゴダン                                                                                    | 2012年-2013年 プーランク没後50年記念 未発表曲を含む170曲を収録 EAN:0722056268820 |

## 評価
『音楽大事典』によれば「プーランクは単純さや明確さを重んじたサティやストラヴィンスキーらの影響の下にドイツ・ロマン派の重圧やクロマティズムから開放された真のフランス的伝統に立脚した音楽の創造を目指した。彼の音楽には洗練された感性と軽妙なユーモアに溢れ、瑞々しい詩的情緒がみなぎる作品に結実している。さらに、1936年以降の作品には宗教的感情や崇高さが加わり、深い独自の境地が窺える。母方の演劇愛好家の伯父の影響で、早くから舞台芸術に親しんだ」のだという。
プーランクの音楽が持つ気質の2つの側面は、彼の生前、そして現在も誤解を生み続けている。作曲家のネッド・ローレムが述べるように「彼は深い敬虔さを持ち、制御不能なほど官能的だった」のであり、これが故に一部の評論家による彼の真面目さを過小評価に繋がっている。しかし、第二次世界大戦以降、語法上の複雑さが欠けているのは、決して感受性や技術の欠如を示すものではないと言うことが次第に理解されるようになってきた。また、フランスの宗教音楽の分野ではメシアンと最高位を争う一方、フランス歌曲に関してはフォーレの死後、最も傑出した人物であるということも、明らかになってきた。
ロジャー・ニコルズは「プーランクはシューベルトそのものではないにしても20世紀における後継者として最も相応しい人物であろう」と評している。『西洋音楽史』のグラウトも「プーランクは歌曲の作曲家として高く評価されている」との見解を示し、プーランク本人も「『アポリネールとエリュアールの詩に音楽をつけた』そう墓碑銘に記されたなら、それが最大の名誉だ」と語っている。
音楽の新たな進歩に大きな影響こそ受けはしなかったものの、彼は常に若い世代の作曲家の作品に鋭い関心を向けていたのである。レノックス・バークリーは次のように回想している。「一部の芸術家とは異なり、彼は他人の作品に純粋な興味を持っており、自身のものからは遠く隔たった音楽にも驚くほど高い見識を有していた。彼はブーレーズの『ル・マルトー・サン・メートル』が今日よりも遥かに無名であった頃から既にこの作品に親しんでおり、私に録音を再生して聴かせてくれたことを思い出す。」ブーレーズの側は同じような見方をしておらず、2010年にこう述べていた。「知性の面で安易な道を選択する人々は必ずいるものだ。プーランクは『祭典』（春の祭典）の後から出てきた。それは前進ではなかった。」彼の作品に長所を多く見出す作曲家もいた。ストラヴィンスキーが1931年にプーランクへしたためたのは次のような言葉である。「貴方は本当に素晴らしい、そしてそれを貴方の音楽に何度も気づかされます。」
プーランクは晩年にこう述べた。「もし人々が50年後にも私の音楽にいまだ関心を寄せてくれているのであれば、それは『3つの無窮動』にではなく『スターバト・マーテル』に対してだろう。」『タイムズ』紙のジェラルド・ラーナーはプーランク生誕100周年に寄せて、彼の予言は誤りだった、1999年現在もその音楽的気質の両面により彼が広く称賛されているとコメントしている。「熱心なカトリック教徒と腕白小僧の両方、グローリアと牝鹿の両方、カルメル会修道女の対話とティレジアスの乳房の両方である。」同時期に作家のジェシカ・ダッチェンはプーランクを次のように表現した。「音を立て泡を吹きだすガリア人の力の塊が、あっという間に笑いと涙へといざなってくれる。彼の言語はどの世代にも明瞭に、直接的に、情け深く語られる。」
『ラルース世界音楽事典』は「プーランクは20世紀前半における最も偉大なフランスの作曲家の一人と今日考えられている」と評している。